# Umění starověku
Umění starověku zahrnuje sochařství, architektura a další umění nejstarších civilizací, které vzniklo v oblasti Blízkého východu v severovýchodní Africe, v Arábii a v Malé a Střední Asii. Tedy v Mezopotámii, v Egyptě, ve Fénicii, v Palestině, v Persii, ve státech Chetitů, Urartů, Skýtů a v Chorezmu. Druhou oblastí bylo Egejské moře s Krétou a Řecko, Etrurie a Řím. Do třetí patří vzdálenější kultury Dálného východu s Indií a Čínou a předkolumbovská Amerika.

## Mezopotámie

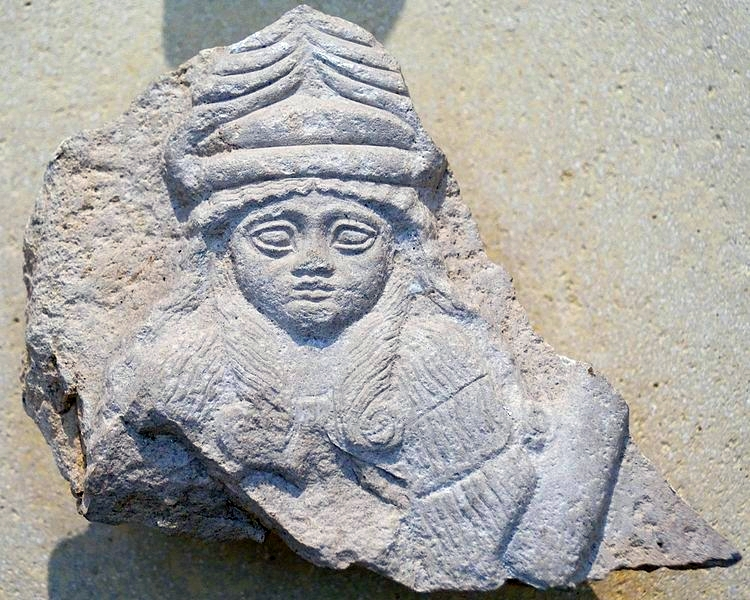
Sumerská bohyně

Mezopotámie byla starověká říše Sumerů a Akkádů na území mezi řekami Eufrat a Tigris (4000/3000 př. n. l.). Prvními obyvateli byli v polovině 4. tisíciletí př. n. l. Sumerové (nesemité). Následovali Akkádové (semité) v polovině 3. tisíciletí př. n. l.. V severní části země byli i semitští Asyřané. Za Chammurapiho vznikla 2000 př. n. l. na jihu kolem města Babylón Babylónské říše. Na severu vznikla v okolí měst Aššur a Ninive Asyrská říše, která zaniklá roku 612 př. n. l.

Architektura: Říše trpěla nedostatkem kovů a dřeva dováženého z Libanonu i kamene lámaného v severních horách. Stavebním materiálem byla především hlína doplněná rákosem, dřevem a asfaltem, ve spodní části staveb doplněná kamennými deskami a glazovanými cihlami. Stropy byly kryty dřevěnými trámy a cihelnými klenbami. Na vysokých terasách byly stavěny chrámy v posvátném okrsku, paláce, trůnní sály a terasovité věže se svatyněmi na vrcholu (Zikkuratu). Mezopotámci věřili v přírodní božstva. Božství bylo připisováno i člověku (králi). Otrok byl naopak vnímán jen jako stín člověka. Důležitým byl život na zemi, který bylo nutno co nejlépe prožít. Pohřbívání, na rozdíl od Egypta, nebyla proto věnována mimořádná péče.
Sochařství: K nejcennějším sochařským dílům patřily sochy bohů a králů, fantaskní podoby zvířat i lidí převzaté z mytologie a zhotovované z kamene či zlata nebo pozlacené.

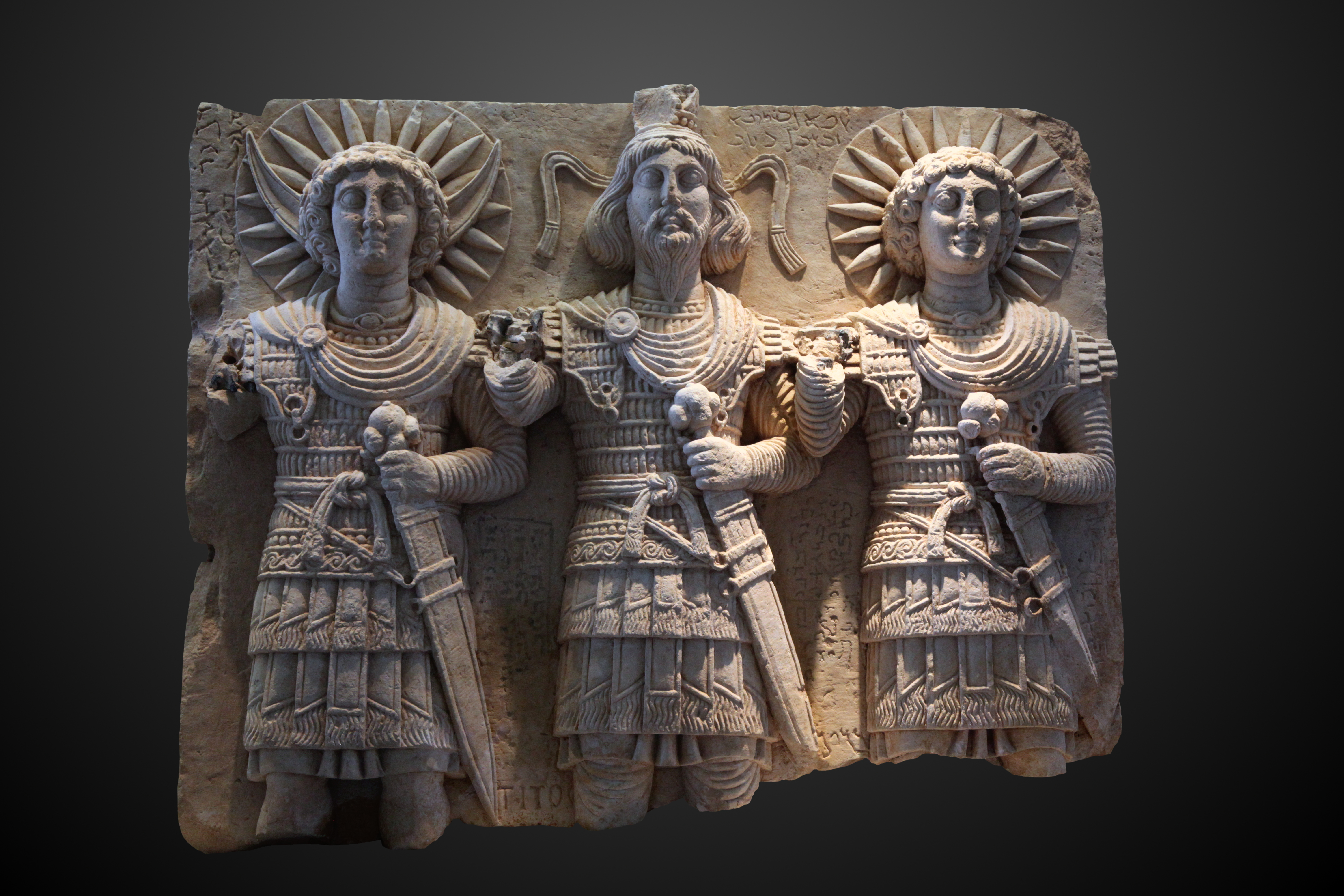
Palmyrská trojice
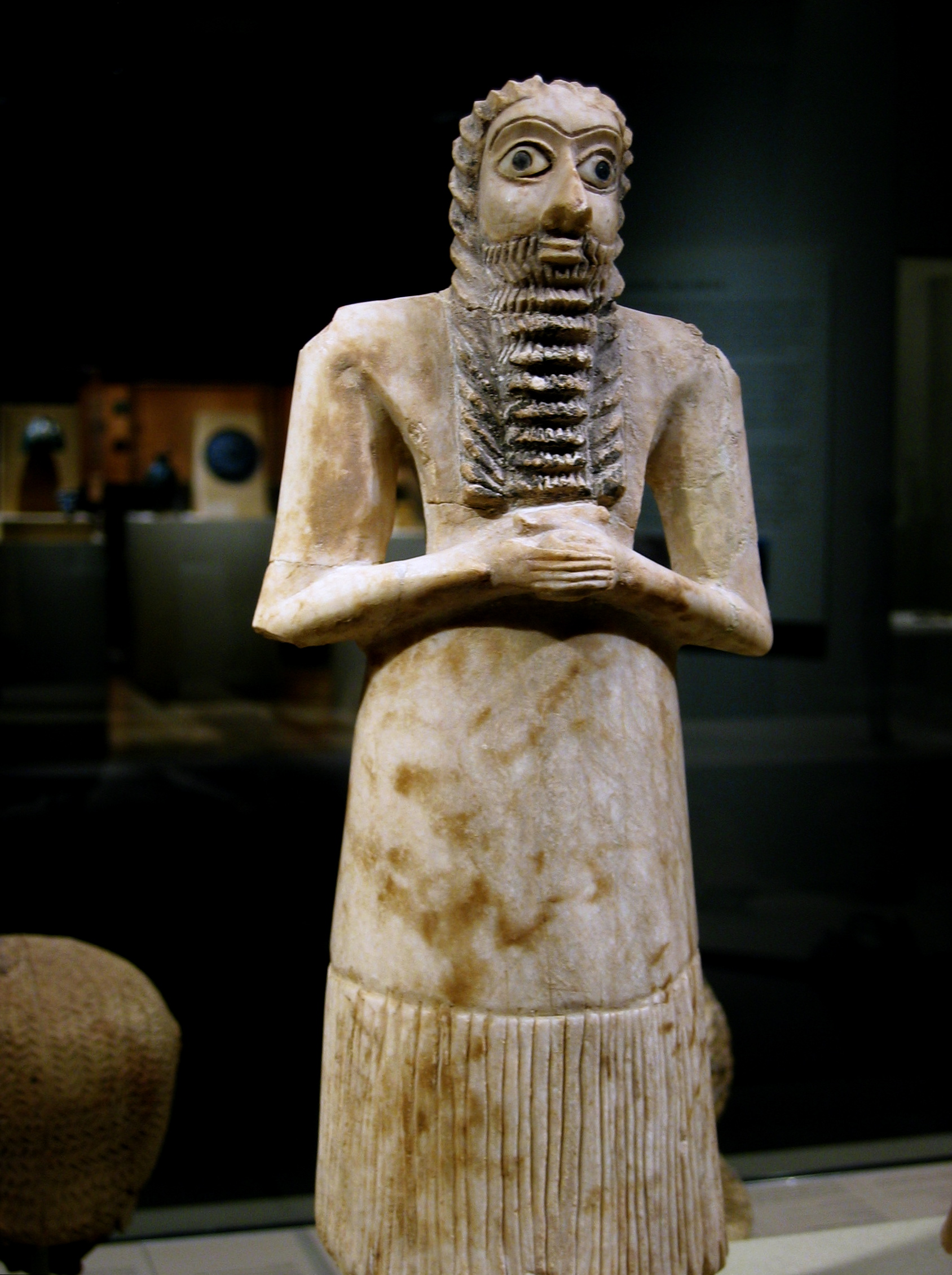
Alabastrová figura
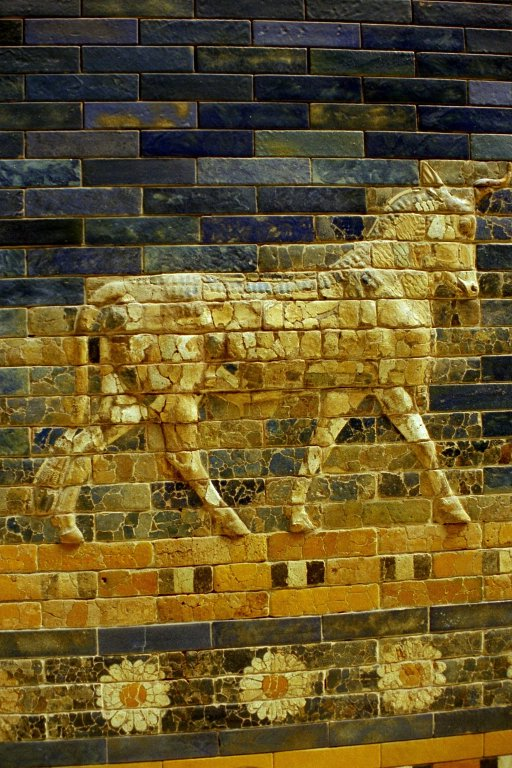
Ištařina brána – detail
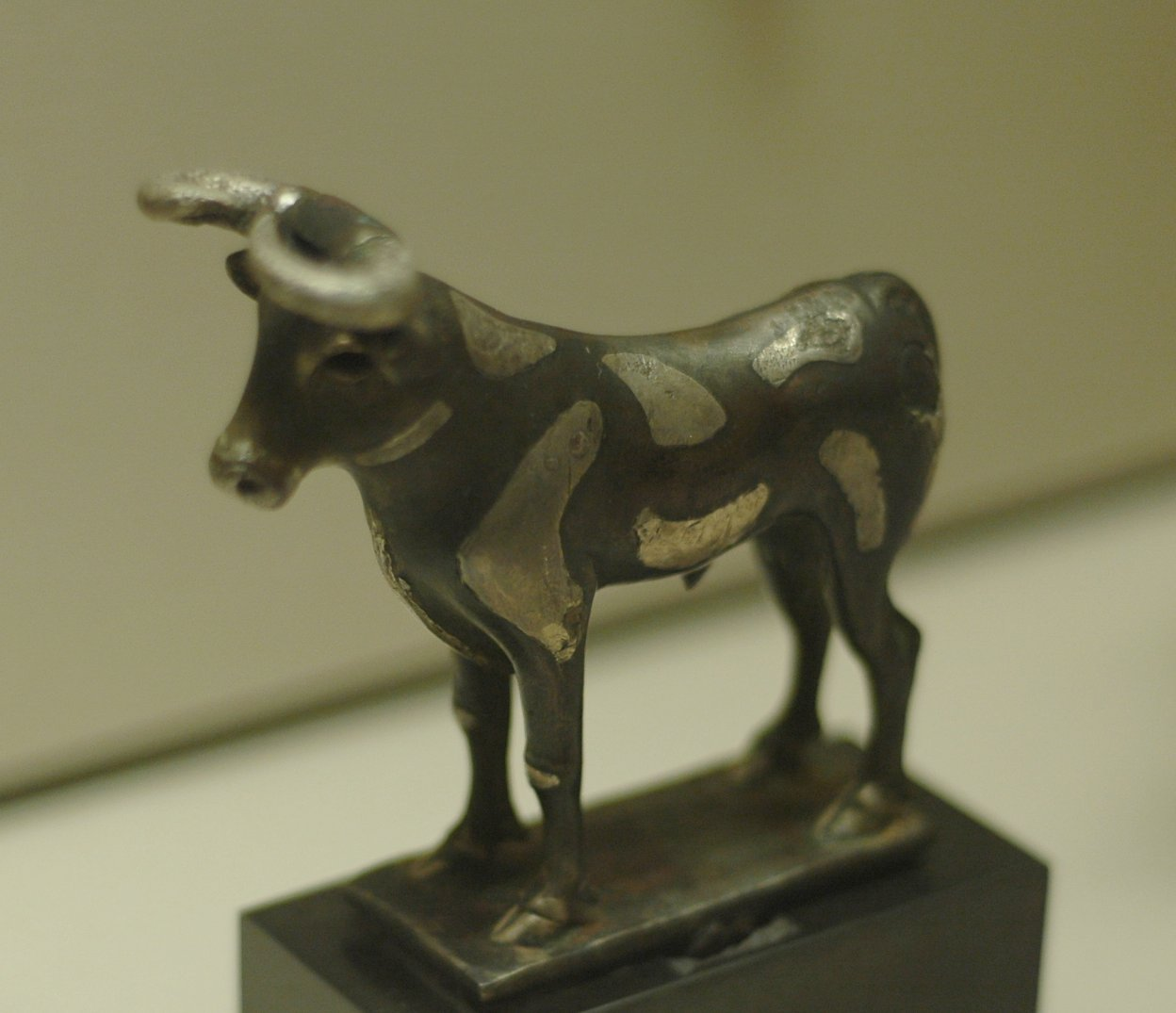
Socha býka

## Egypt

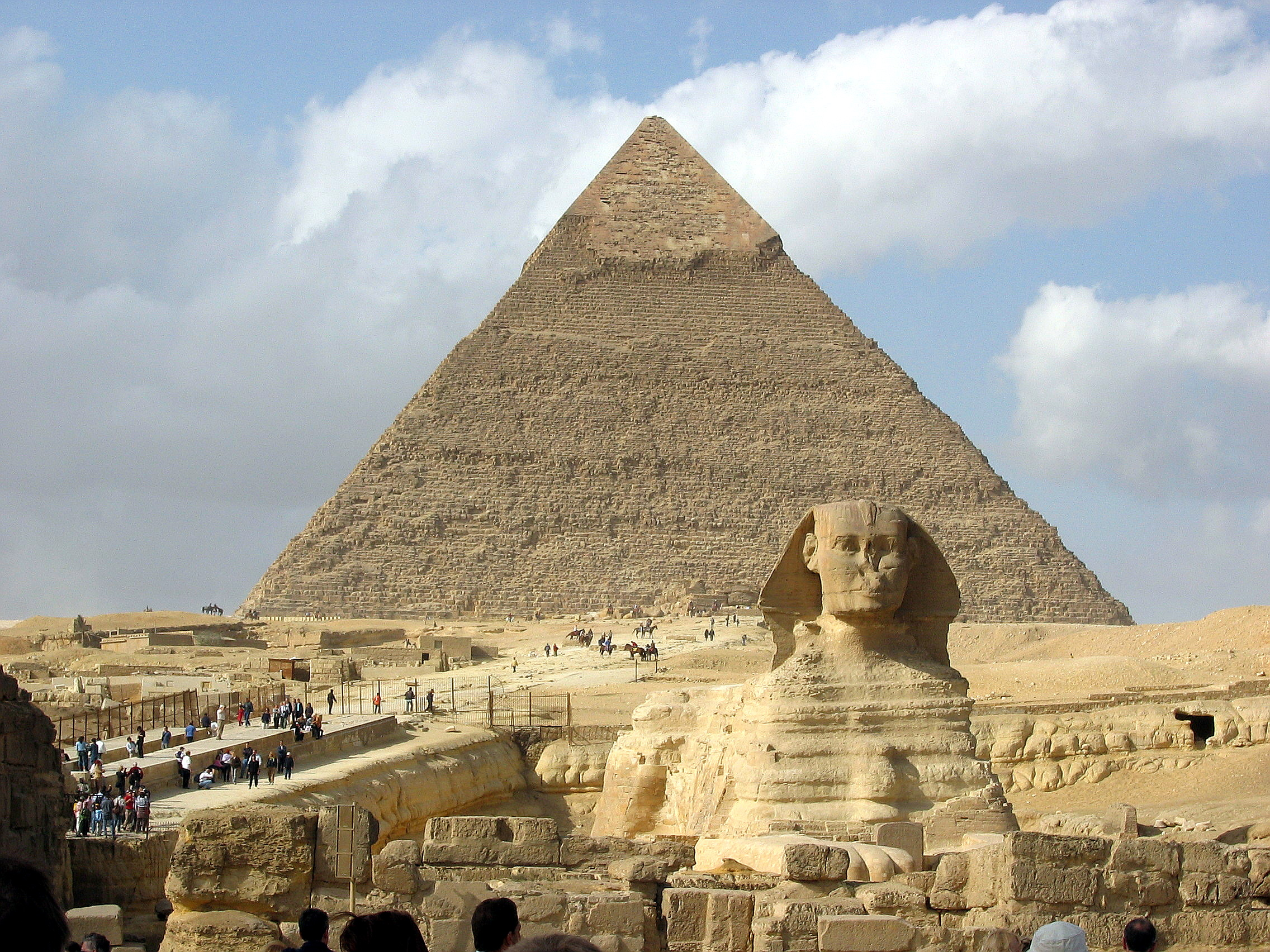
Rachefova pyramida s velkou sfingou v popředí

Dva samostatné státy, dolní i horní Egypt, byly sjednoceny do jediné říše.
- Stará říše 2700–2180 př. n .l
- Střední říše 2055–1650 př. n .l.
- Nová říše 1550–1069 př. n .l.

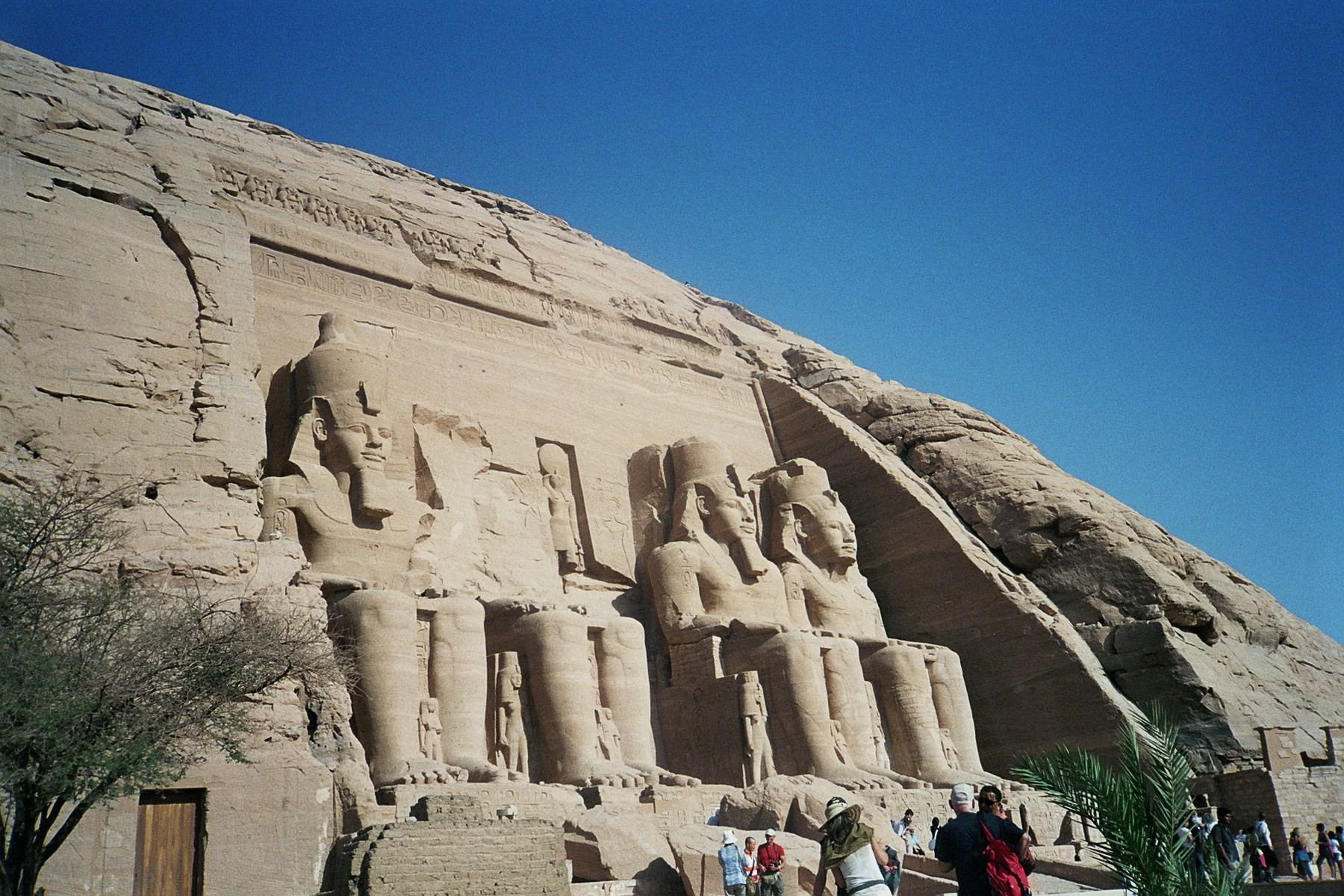
Chrám Ramsese II. v Aboe Simbelu

Architektura: V říši byl k dispozici sice dostatek výborného stavebního kamene, ale velký nedostatek dřeva. Materiálem běžných staveb byla proto hlína, rákosí, dřevo a papyrus. Na významné stavby byl používán výhradně kámen. I strop byl z kamene nebo z povalového dřeva. Železo Egypťané neznali.
Byla stavěna velká města a gigantická díla, slavnostní, chrámové a palácové stavby, kolosy, pohřební chrámy, hrobky (mohyly, mastaby, pyramidy, sfingy. Kult zemřelých vycházel z víry v posmrtný život. Bylo proto nutno uchovat tělo zemřelého balzamováním.
Sochařství: bylo zaměřeno na obrovské sochy králů a bohů a mytických bájných tvorů (sfing), které byly stavěny do blízkosti pyramid a chrámů. Chrámové zdi a hlavice sloupů byly zdobeny rozměrnými reliéfy. Všechna sochařská díla byla velmi dovedně, pečlivě, čistě a hladce zpracována z nejtvrdšího kamene (žuly, porfyru a syenitu).

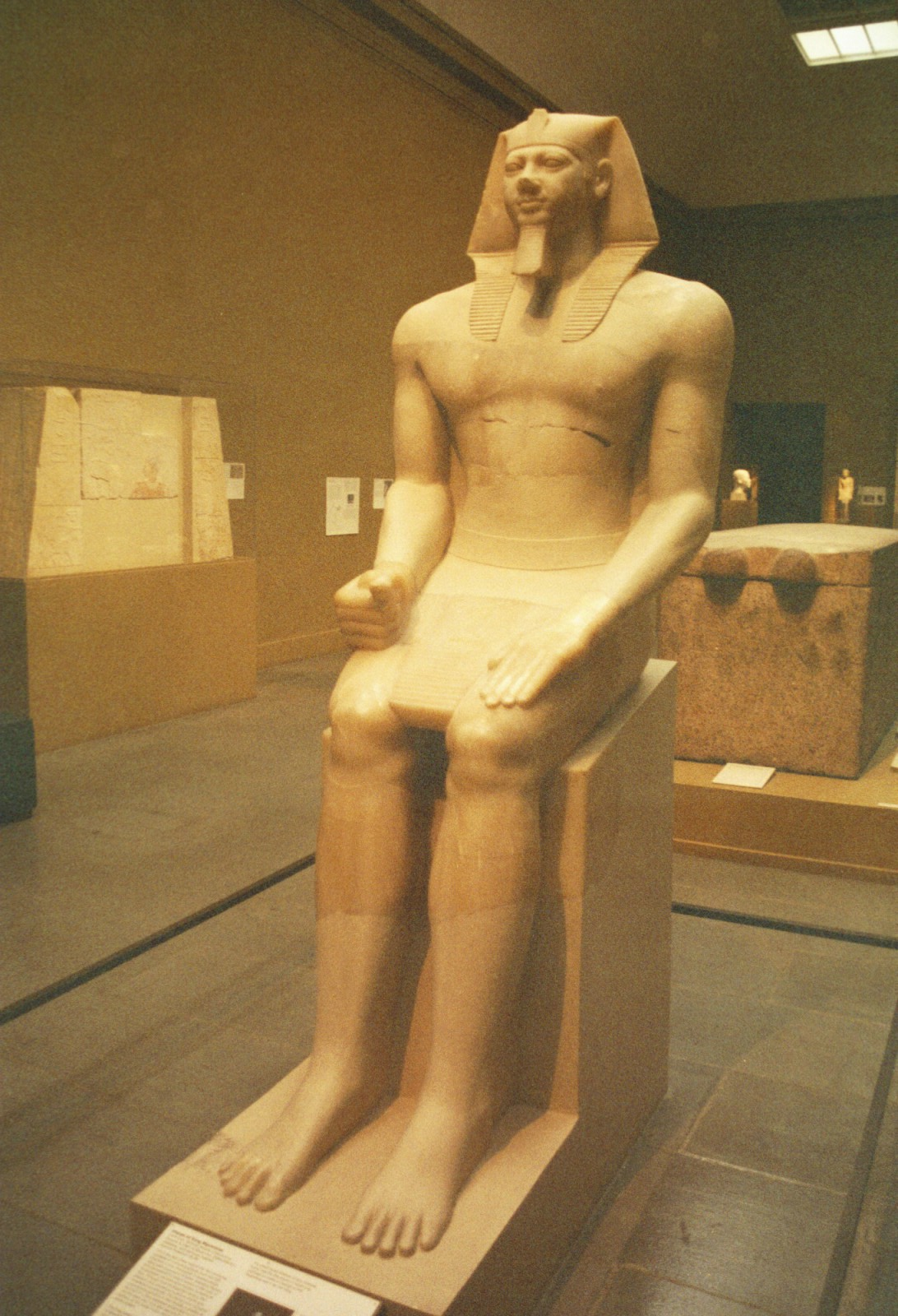
Socha faraona Menkaurea
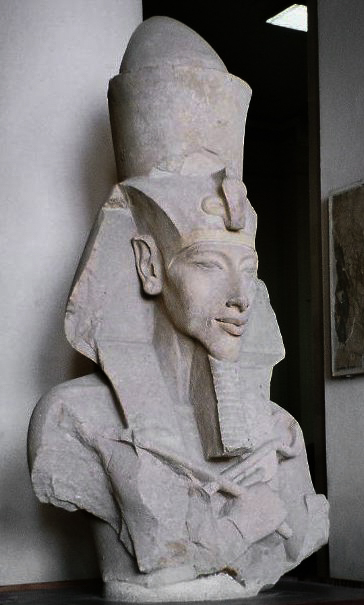
Socha faraona Achnatona
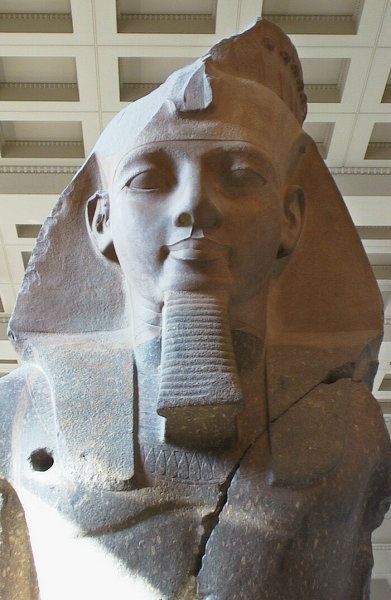
Egyptská busta muže
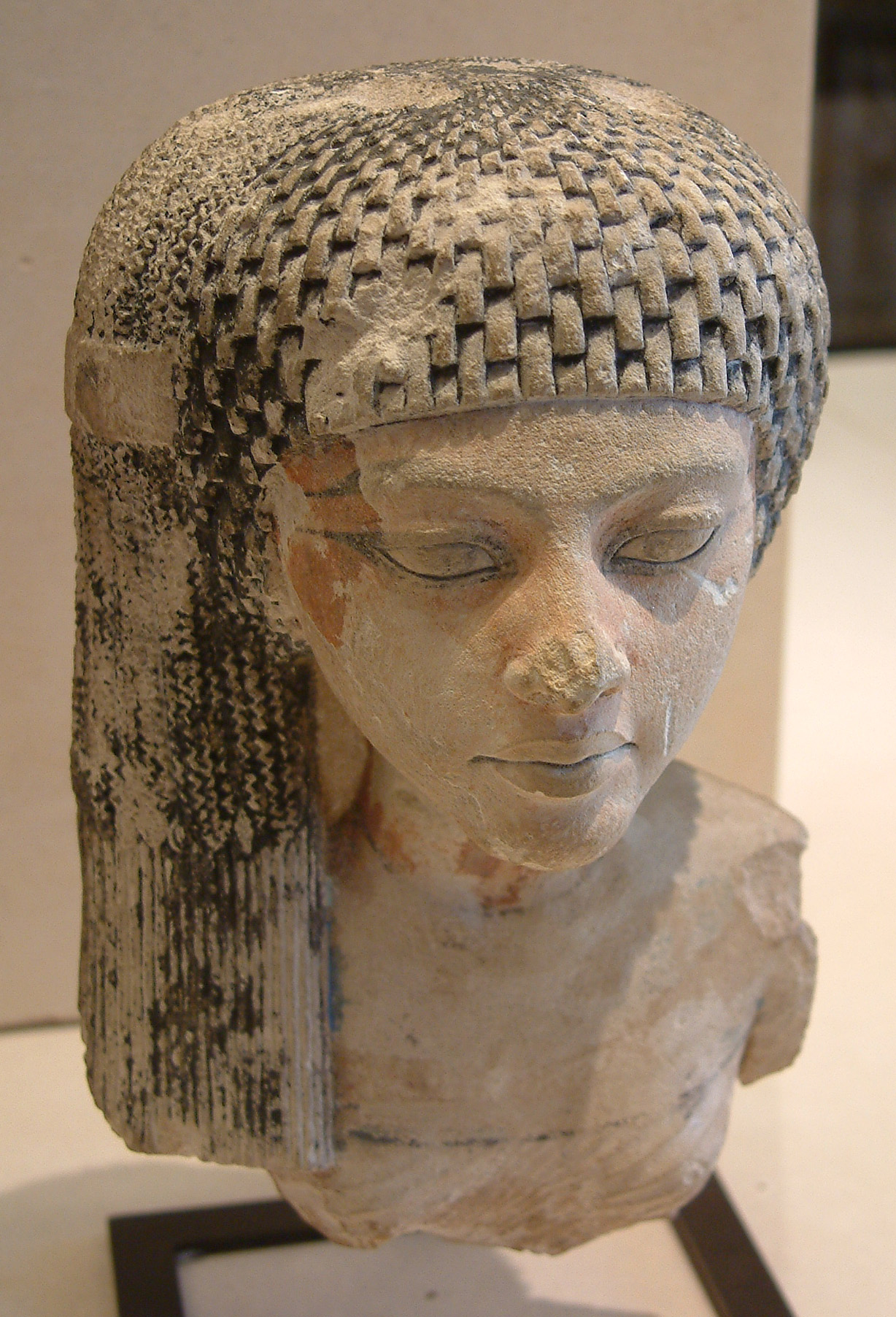
Egyptská busta ženy

## Palestina a Fénicie

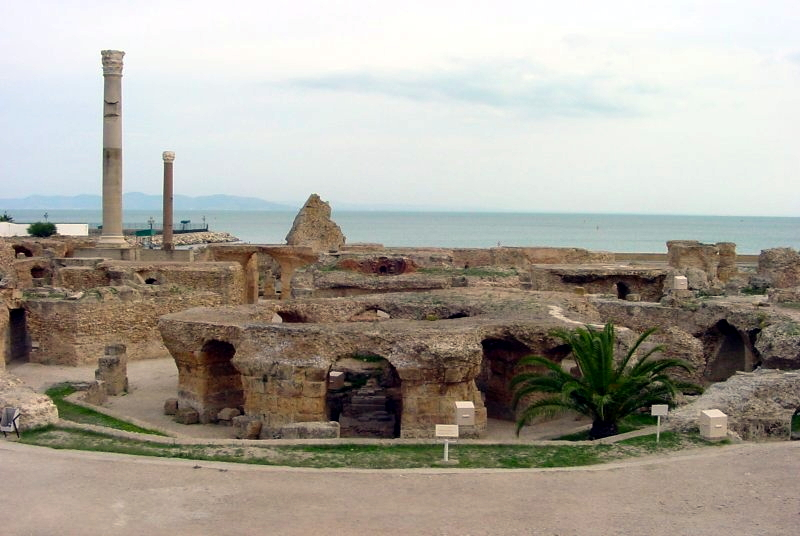
Trosky Kartága

Palestina a Fénicie byly městské otrokářské kultury na západním pobřeží Arábie a v Severní Africe s královskými paláci, chrámy a pevnostmi.
První zmínka o Palestincích pochází z roku 3500 př. n. l. Kolem roku 1200 př. n. l. se usadili v oblasti dnešní Gazy.
Fénicie byla státem semitských mořeplavců a obchodníků, kteří se na syrském pobřeží usídlili už ve 3. tisíciletí př. n. l. S palestinským Kanaánem tvořili jedinou kulturní, náboženskou i etnickou oblast.
Architektura: Palestinci postavili např. královský palác, chrám boha Jehovy a pevnost Sion.
Palestina se střídavě dostávala pod vliv velkých sousedních mocností (Asýrie, Babylonie, Makedonie a Egypta). Nakonec i do moci Říma jako římská provincie Judea.
Sochařství: v Palestině a především v Kartagu bylo velmi různorodé, ale pocházelo často především z dovozu a výměnného obchodu.
Féničané byli výbornými mořeplavci, měli silné loďstvo (obchodní i válečné) a žoldnéřskou armádu. V Severní Africe v západním Středomoří založili svou kolonii Kartágo s paláci, chrámy a pevnostmi. Kartágo ovládalo až do punských válek Pyrenejský poloostrov, Sardinii, Korsiku, Sicílii. Později však bylo zničeno Římany.
Archeologické nálezy potvrzují, že především Kartágo se stalo díky svému loďstvu a obchodnímu talentu svých obyvatel centrem obchodu ve Středomoří. Obchodovalo téměř se vším, co bylo žádáno ve starověkém světě (se zlatem, stříbrem, bronzem, cínem, dřevem, ebenem, jantarem, slonovinou). A také s výrobky z těchto materiálů (plastiky, keramika, kovové produkty a ozdobné předměty, šperky, dekorace). Obchodovalo také s každým, kdo měl co nabídnout (Egypt, Persie, Etrurie, Řím, Řecko, Kypr, Malá Asie, západní Středomoří, africké kmeny apod.).

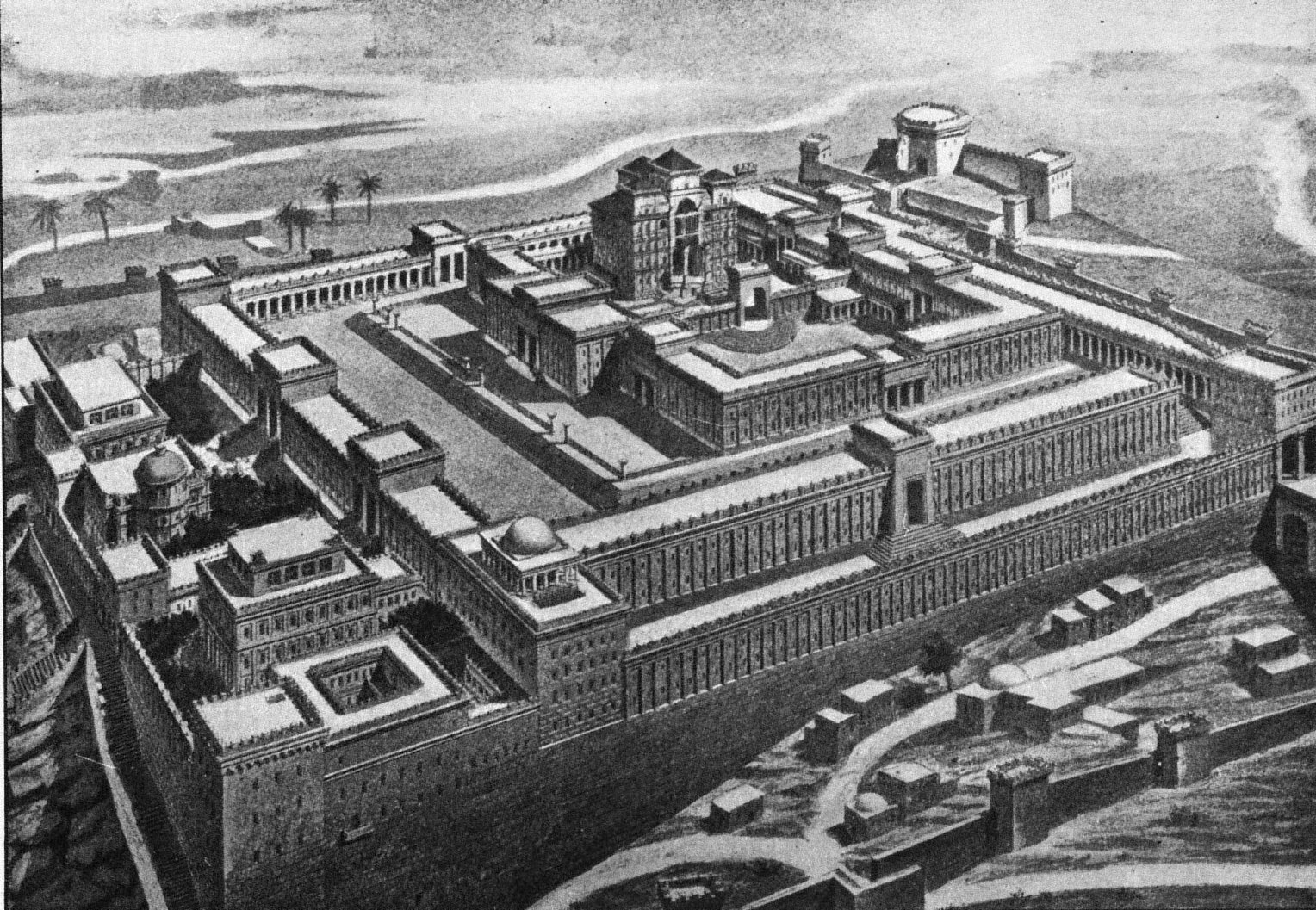
Šalomounův chrám
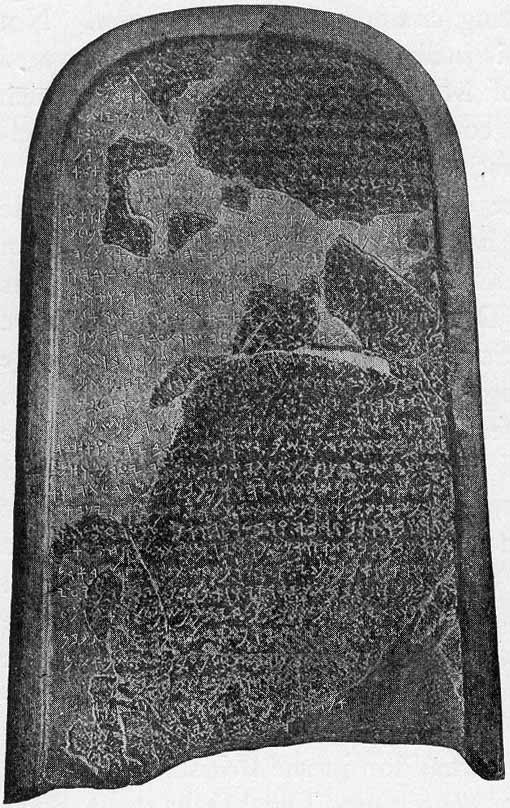
Méšova stéla
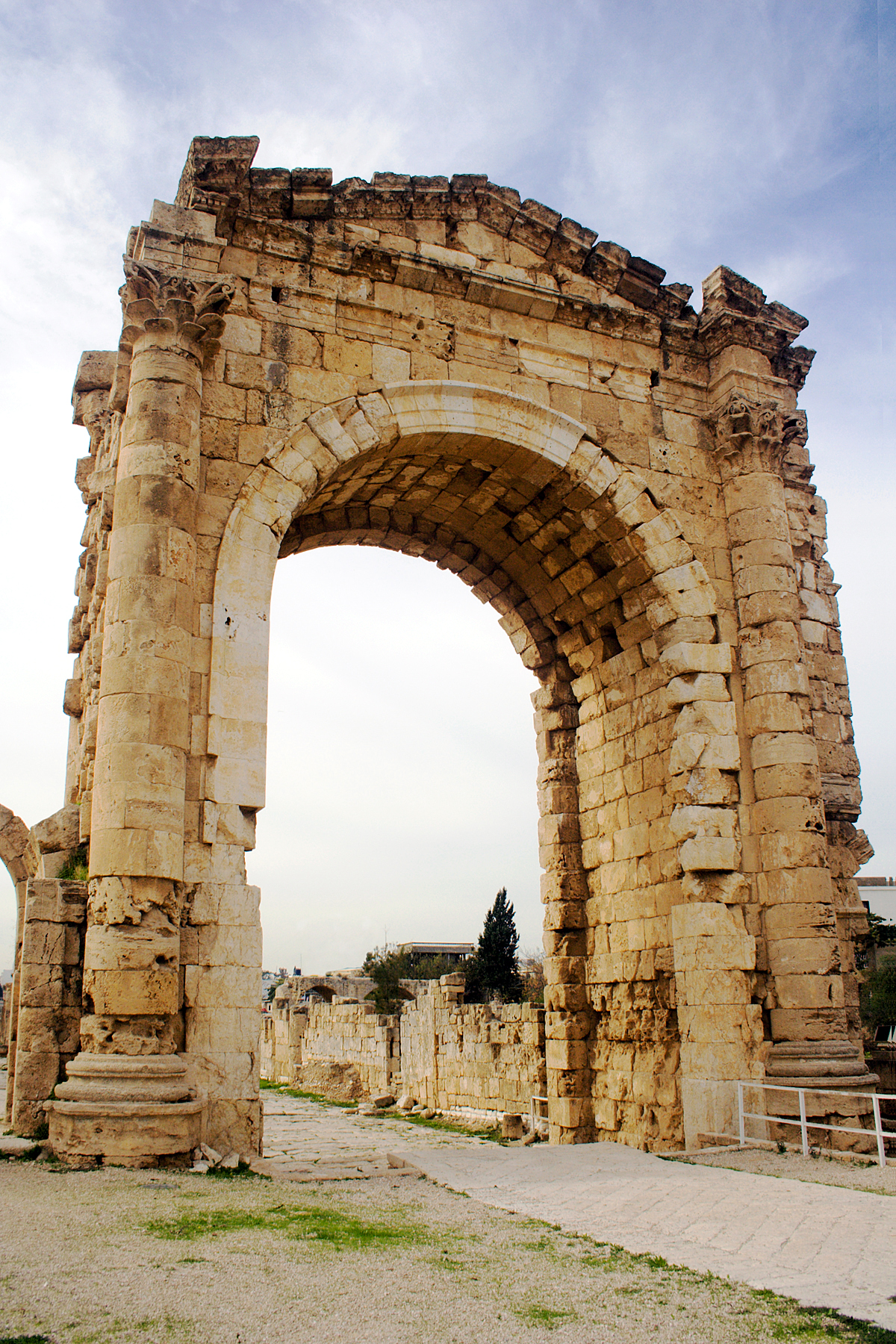
Fénický Tyros

## Malá Asie

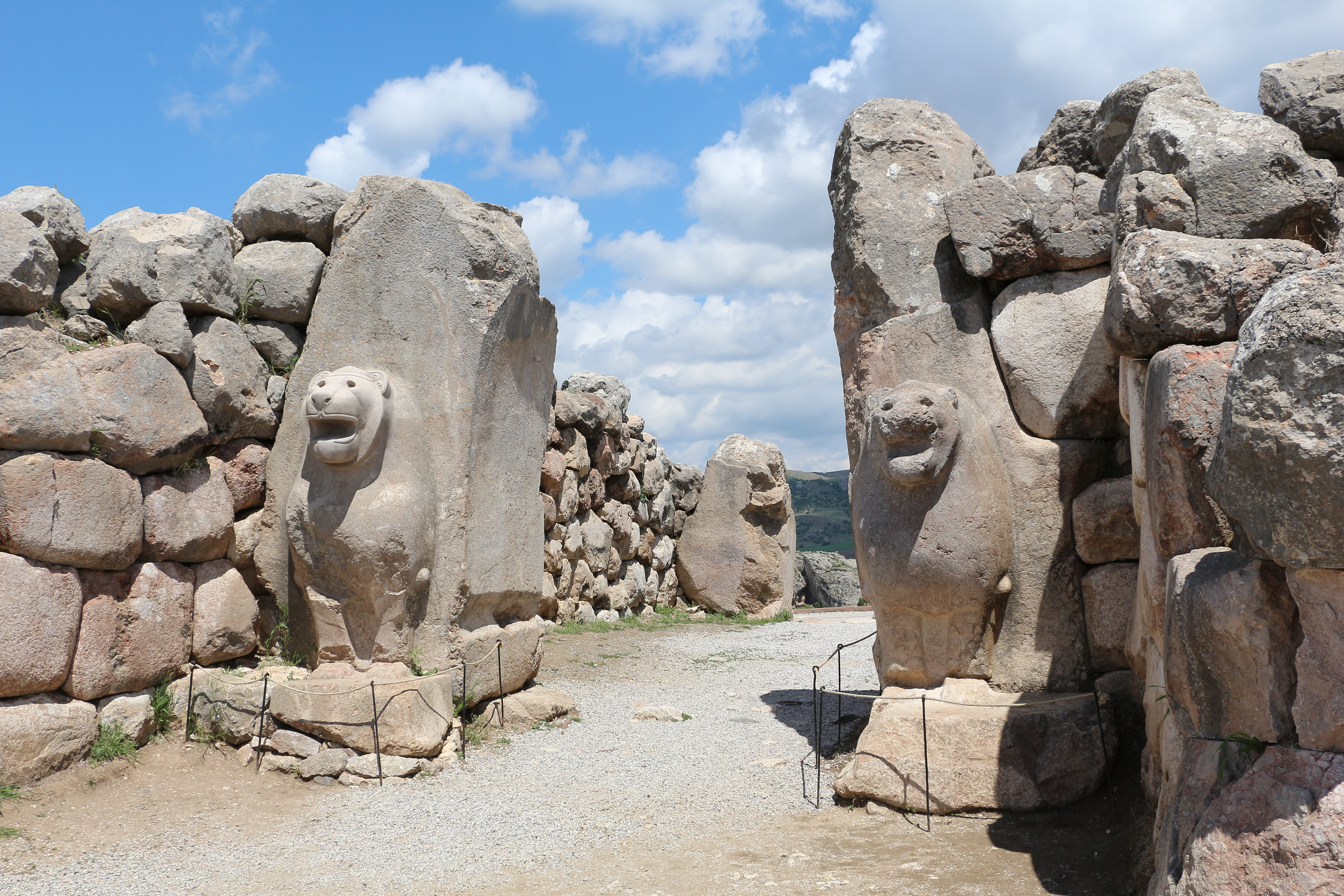
Chattušaš – Lví brána

V dobách starověku sídlila v Malé Asii slavná Chetitská říše, později pak Féničané. Chetité, byli velkými válečníky používajícími železné zbraně. Vytvořili v Malé Asii říši, zahrnující i dnešní Sýrii, Libanon a část Palestiny.
Architektura: Ke stavbě svých měst, paláců, pevností a pohřebních komor používali Chetité nepálené cihly, kámen a dřevo. Ve skalách budovali skalní hroby.
V architektuře svých staveb užívali motiv bít-hillání (zvláštní kiosk s okny v I. poschodí) a reliéfní výzdobu s reliéfy bohů a démonů.
Sochařství: Chetité byli mistry v odlévání kovů využívaném i v umění (kovové sošky, nádoby atd.).

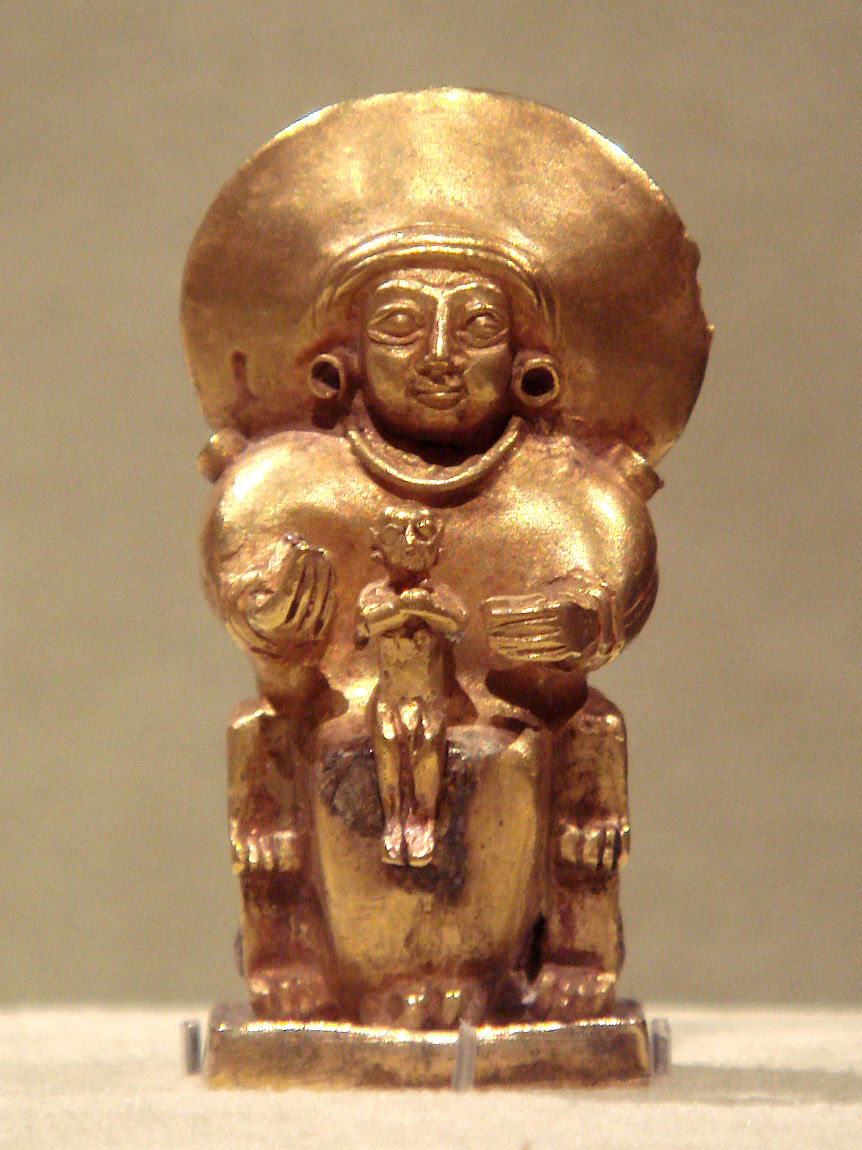
Chetitská bohyně
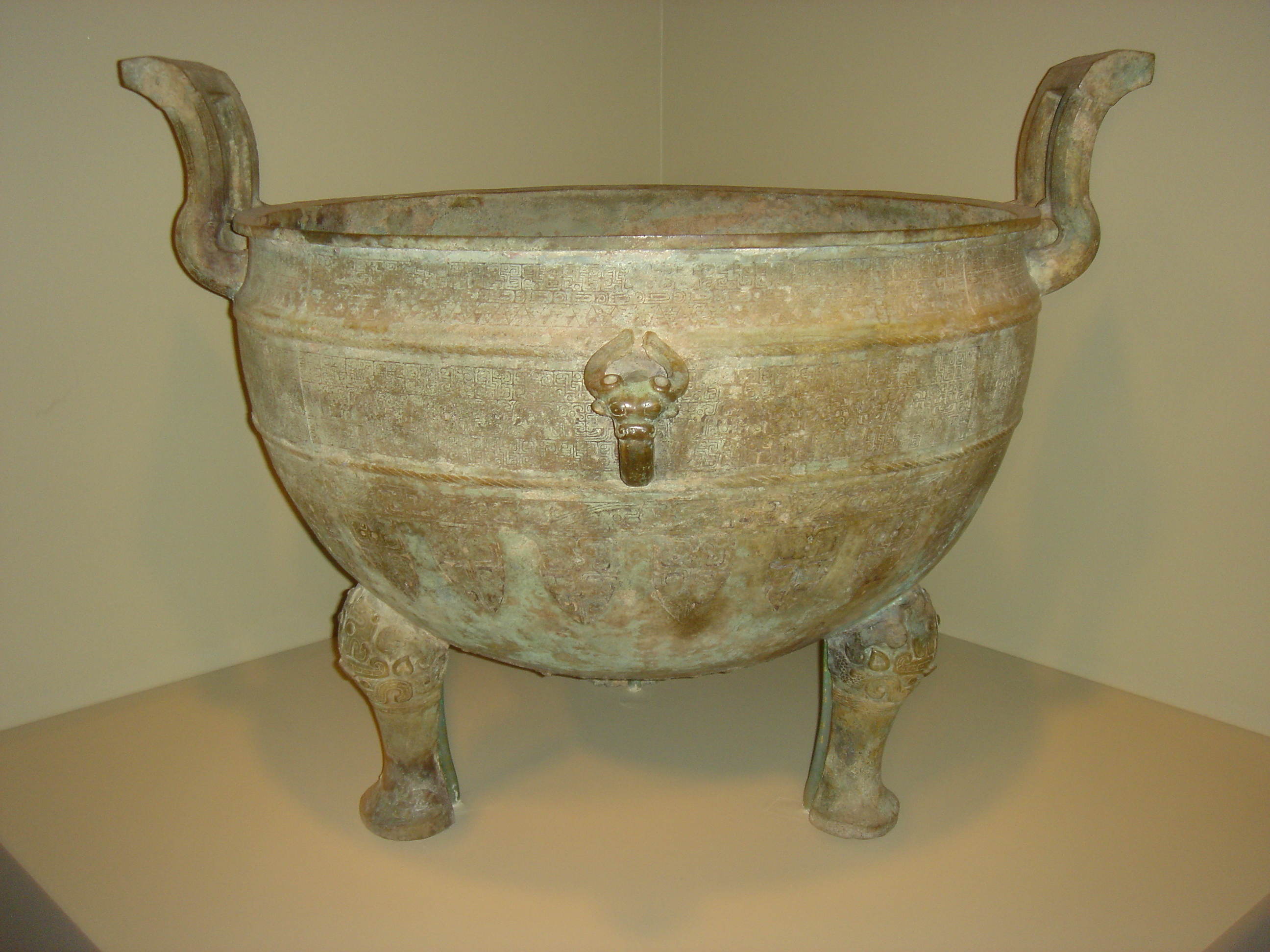
Bronzová nádoba

## Persie

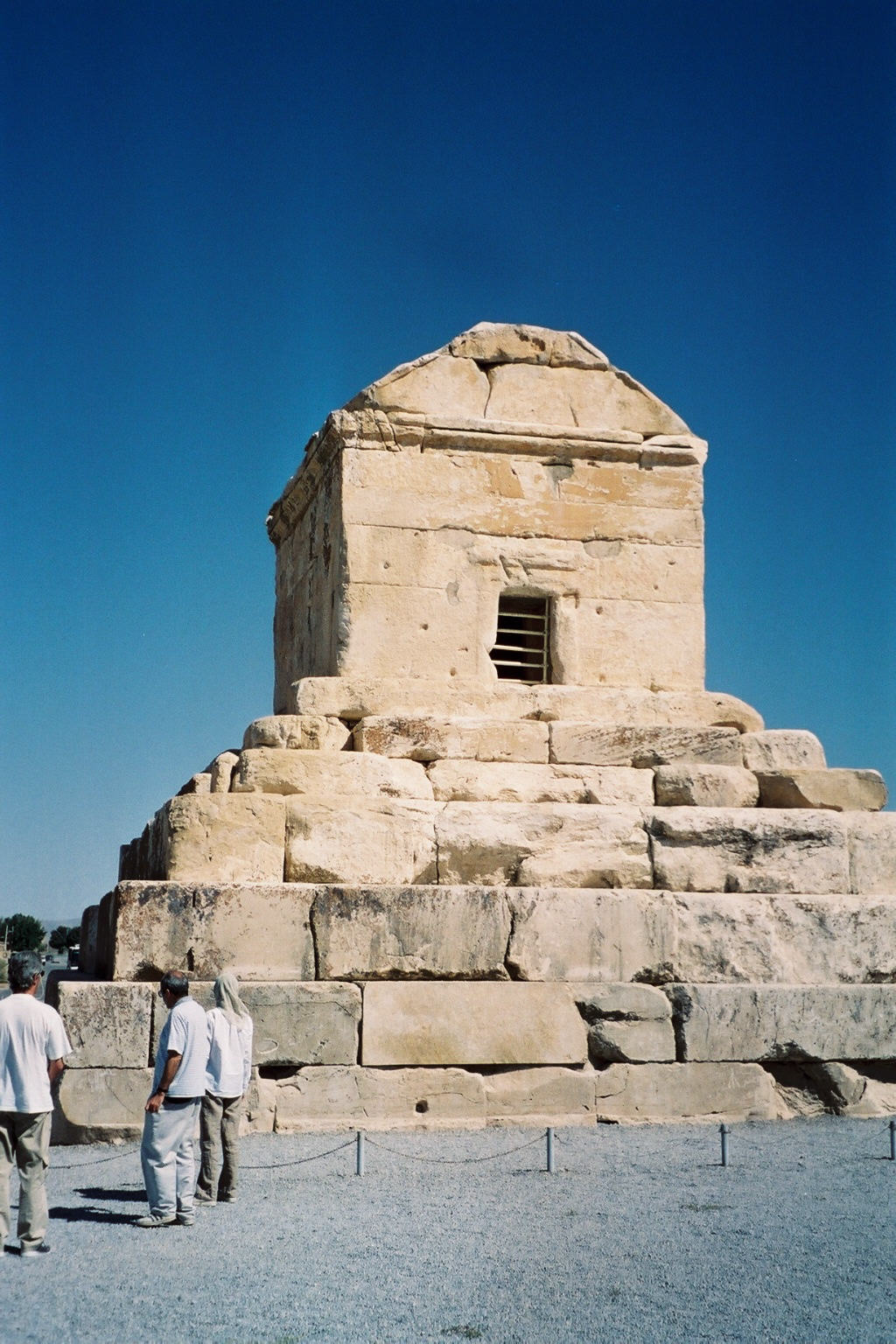
Kýrova hrobka v Pasargadech

V starověku na území Persie vznikly rozlehlé říše Médů a perských Achaimenovců – říše achaimenovská (550–330 př. n. l.) a říše sásánovská neboli novoperská (224–651 n. l.).
Zakladatelem Perské říše byl Kýros II., který se stal králem Médů a Peršanů. Byl označován titulem krále králů. Provincie spravovali satrapové.
Architektura: Na celém území říše byla postupně prosazena dominance perské kultury. Sídlem králů bylo město Persepolis s kultem Slunce a ohně. Budovány byly paláce vladařů, Propyleje (monumentální vstupní sloupové budovy), pevnosti, opevněná sídliště (hradiště s obytnými hradbami), apadamy (staroperské paláce se čtvercovým sálem), stanové kuželové stavby na kruhovém půdorysu z dřeva a rákosí, hroby králů a náhrobky, skalní hroby.
Peršané patřili mezi první v užití matematiky, geometrie a astronomie v architektuře, jejich architektura měla proto značný vliv na architekturu starověkých civilizací. Užívala symbolickou geometrie, čisté formy ve tvaru kruhu a čtverce (např. obdélníková nádvoří a chodby). Je rozdělena do čtyř stylů (angl. Elamite, Parsi, Parthian, Sassanid).
Všechna území zachovávala standard, který určoval Persepolis, město krále králů. Podle standardu bylo město v rozlehlém parku s mosty, zahradami, kolonádovými paláci a otevřenými sloupcovými pavilóny. Velká nádvoří byla spojována s centrální modlitební chodbou.
Stavby: Byl užíván architrávový konstrukční systém, bohatá reliéfní výzdoba (většinou lidské postavy), štíhlé sloupy členěné na patku, dřík a hlavici, dřevěná kladí, trojúhelníkové štíty, sedlové střechy, římsy a cimbuří.
Starověcí íránští stavitele si vypracovávali keramické modely návrhů svých staveb.
Největší a nejkomplexnější stavbou v Persepoli byla chodba Apadana (audienční sál perských paláců – sloupová hala obklopená třemi sloupovými síněmi s 36 sloupci, přístupná po dvou monumentálních schodištích).
Vnitřní výzdoba: Přednost měla vnitřní podoba stavby před jejím zevnějškem. Povrchy byly bohatě ozdobeny glazovanými obkládačkami, vyřezávanou štukaturou, vzorovaným cihlovým zdivem.

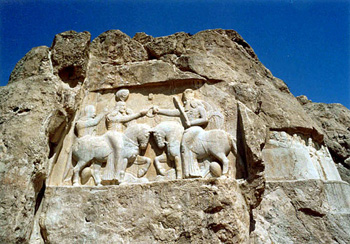
Šáhanšáh (král králů) Ardašír na reliéfu v Nakš-e Rustamu
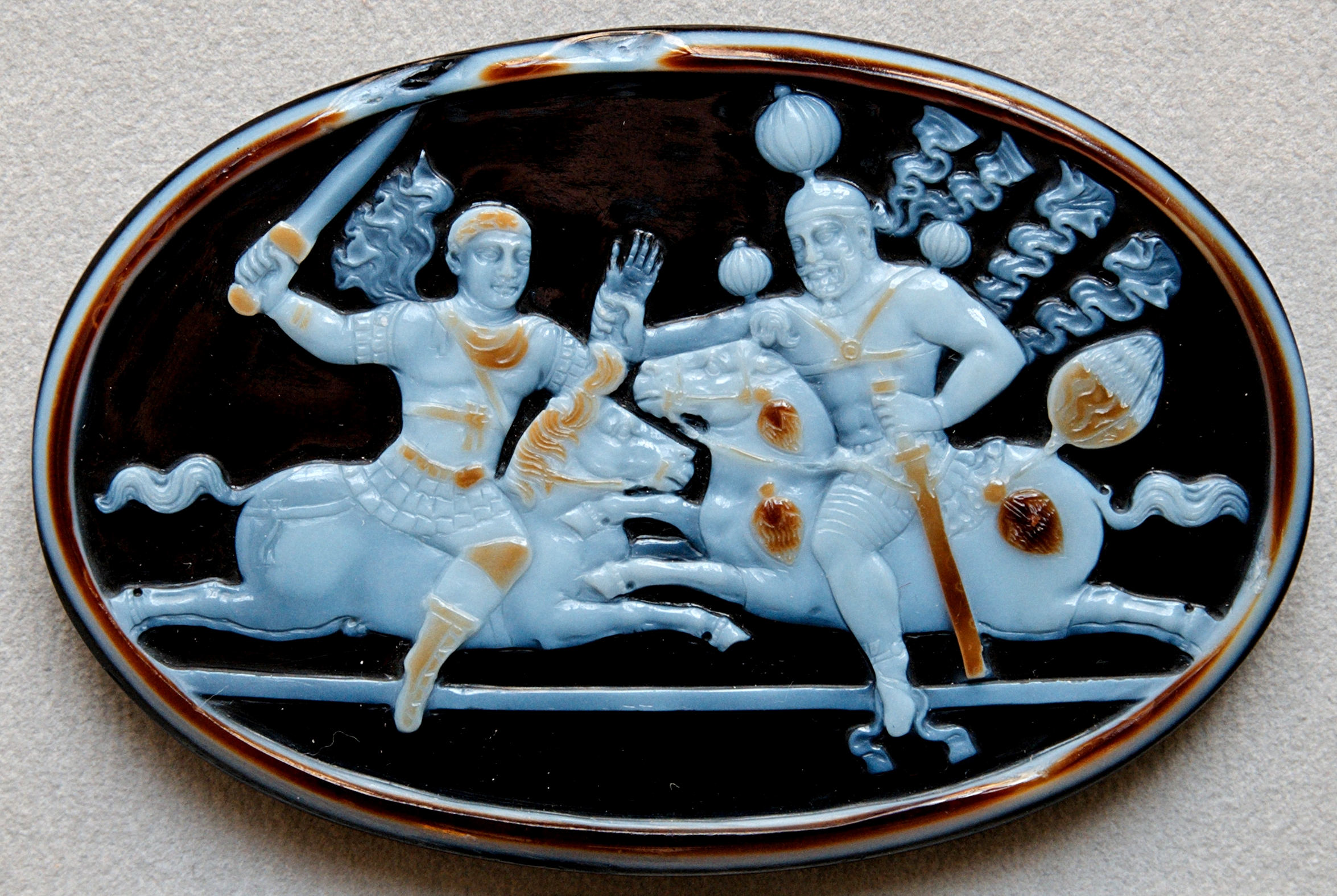
Zajetí římského císaře perským králem

## Egejská oblast

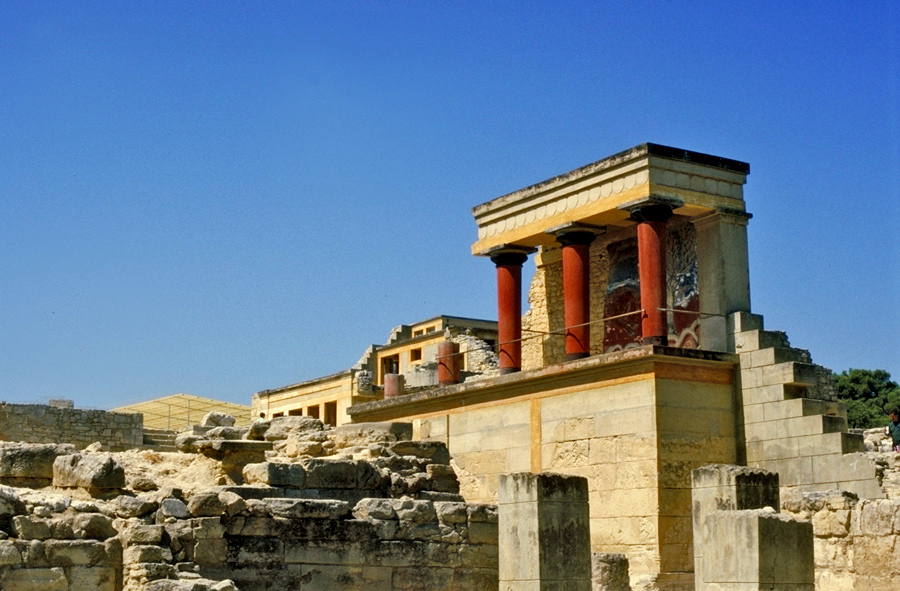
Mínojský palác Knóssos

Mykénské umění na Peloponésu navazuje na krétské umění (také mínojské podle krále Mínóa), které se rozvíjelo v 2. polovině 2. tisíciletí př. n. l.
Pod pojmem egejská kultura nebo také Mínojská kultura obvykle najdeme nejen vyspělou starověkou kulturu obyvatel ostrova Kréty a ostrovů Egejského moře, ale i na části řecké pevniny okolo Mykén a bájné Tróje. V čele této civilizace bývá uváděn největší ostrov Středozemního moře Kréta s královským palácem a trůnním sálem mytického krále Mínoa a labyrintem s bájným Minotaurem v Knóssu.
Architektura: Nádherné patrové paláce se schodišti a světlíky obehnané hradbami, zdobené cihlami a barvou i jednoduché komory pro pohřbívání, byly postaveny i v Mykénách (Lví brána), na ostrovech Egejského moře i v Tróji.
Základním stavebním materiálem byl kámen opracovaný do tvaru kvádrů a sušené cihly spojované maltou a opatřené omítkou.
Stavby: Architektura přímořských měst s přístavy i měst, která byla umísťována na výšinách ve vnitrozemí, byla budována na bázi architrávového systému, ale byla jemnější než tomu bylo u stavitelství egyptského. Paláce uvnitř obdélníkových dlážděných nádvoří obklopených skupinami budov stavěných v pravoúhlém systému byly vybaveny vodovodem a kanalizací s koupelnami a splachovacími záchody.
Sochařství nebylo zaměřeno na monumentální díla, ale na drobnější plastiky, na kultovní sošky (keramická soška bohyně s hady), na realistické reliéfy, na drobnou keramiku s oblíbeným motivem spirály a s motivy mořské fauny a flóry (váza s chobotnicí), na poháry s vytesanými výjevy odpovídajícími kultu býka (chytání a zkrocení býků), role ženy (kněžky).
Oblíbeno bylo nástěnné figurální malířství (Princ s liliemi z Knóssu, Dívka skákající přes rohy býka), s motivy ze světa zvířat (delfíni, koroptve), fantastické. (Gryfové – lvi s ptačí hlavou) a ornamentální (kvetoucí rostliny).

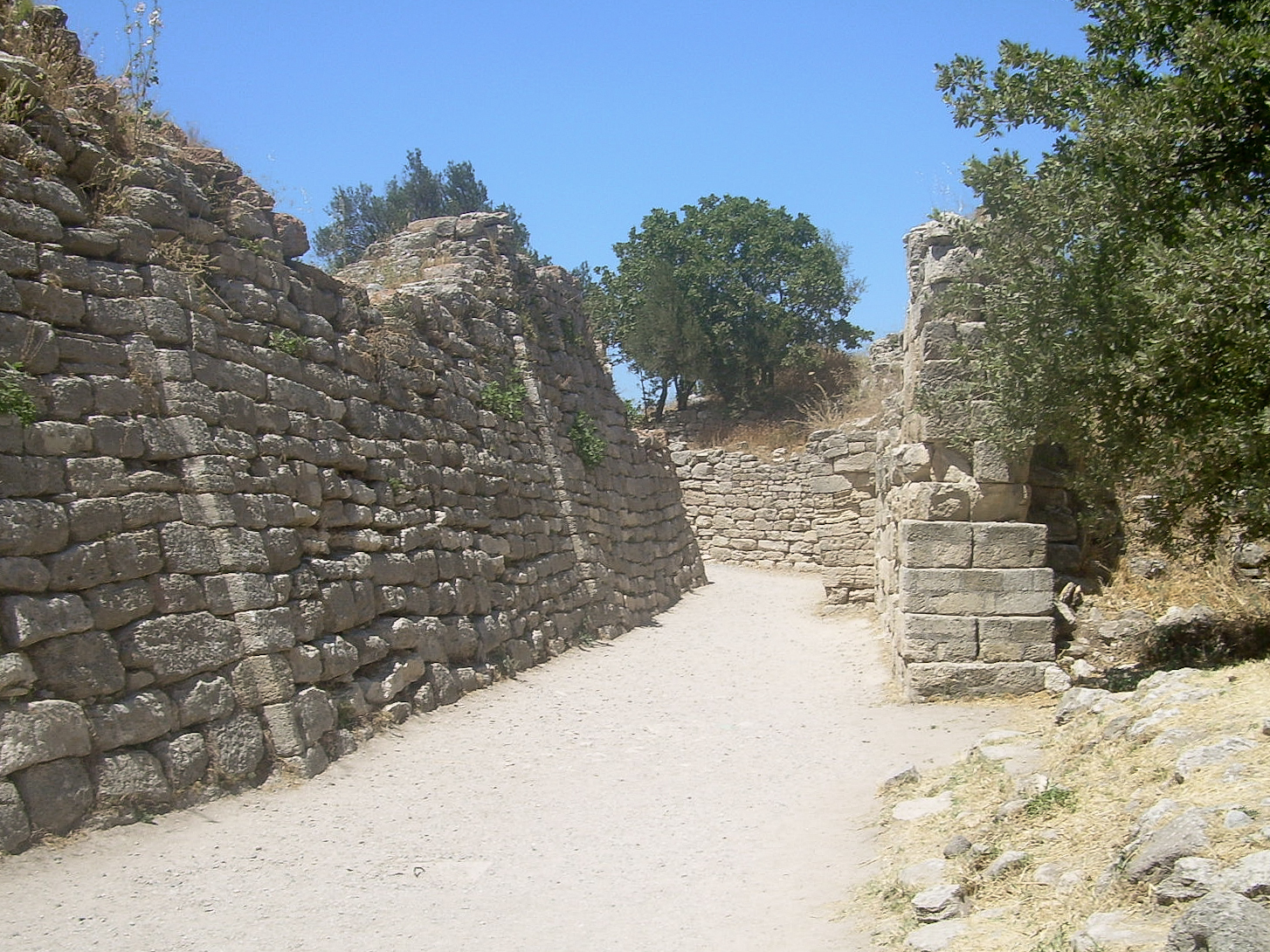
Trójské hradby
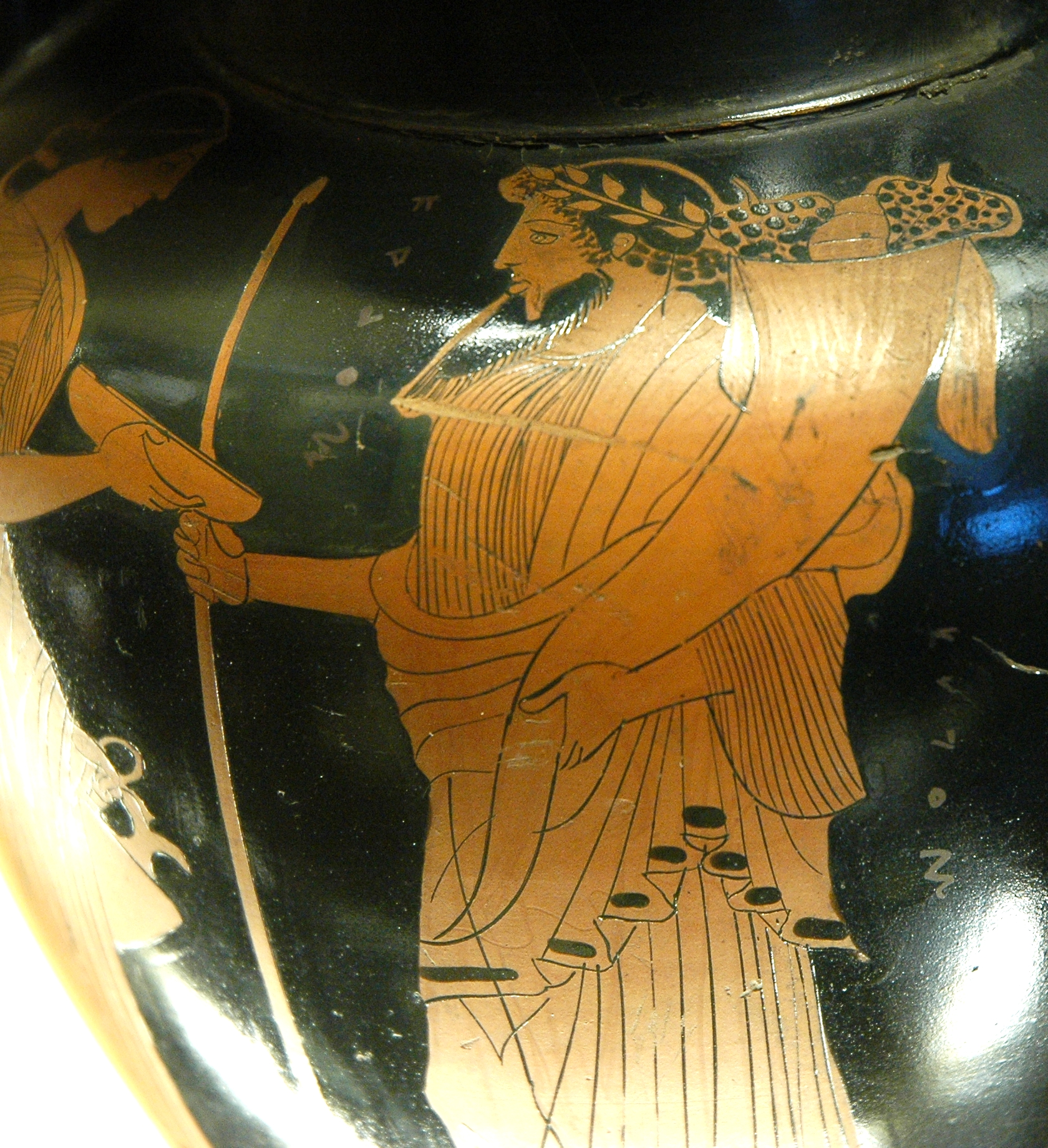
Amfora s bohem podsvětí Hadem
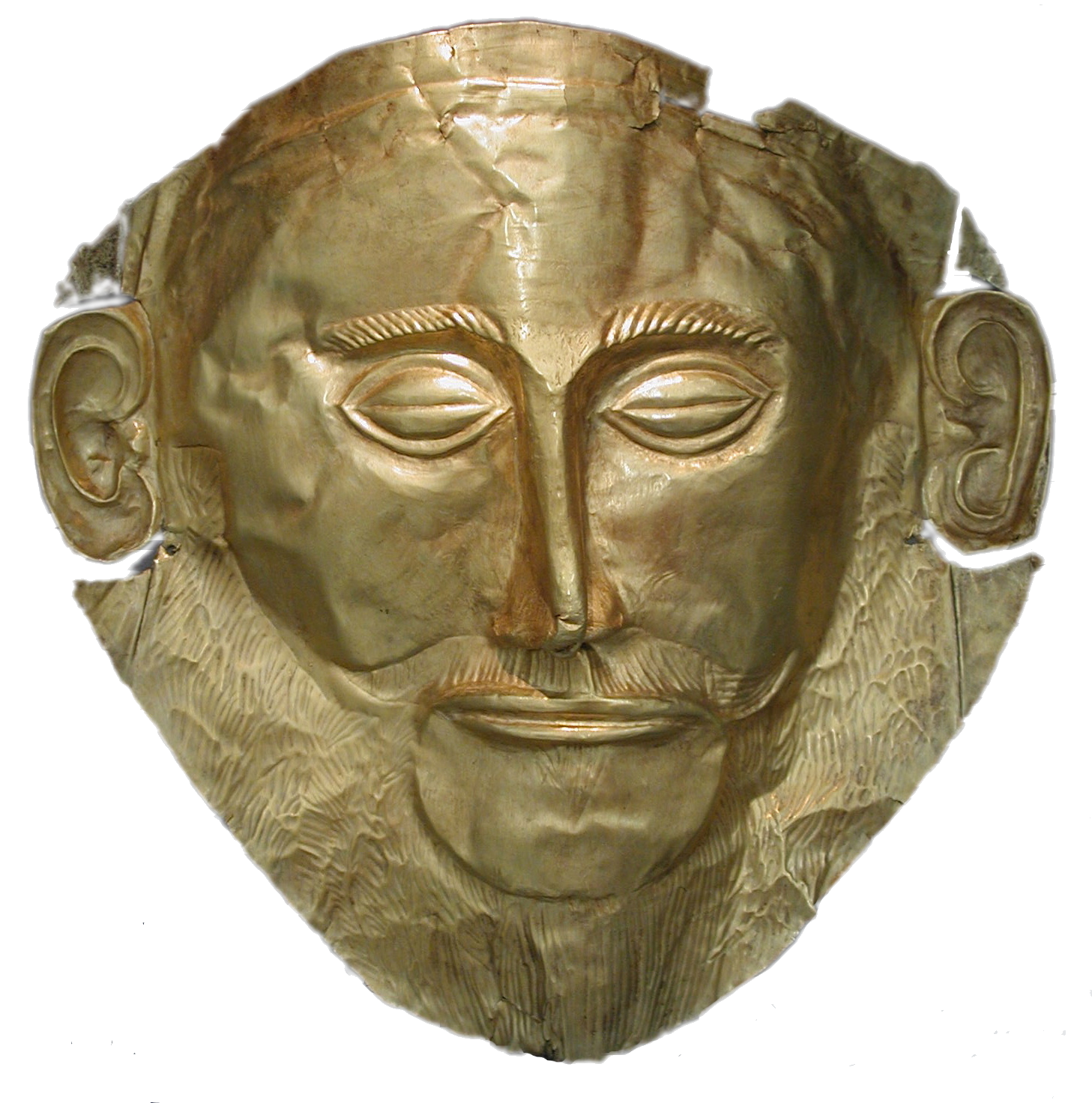
Agamemnónova zlatá pohřební maska

## Řecko

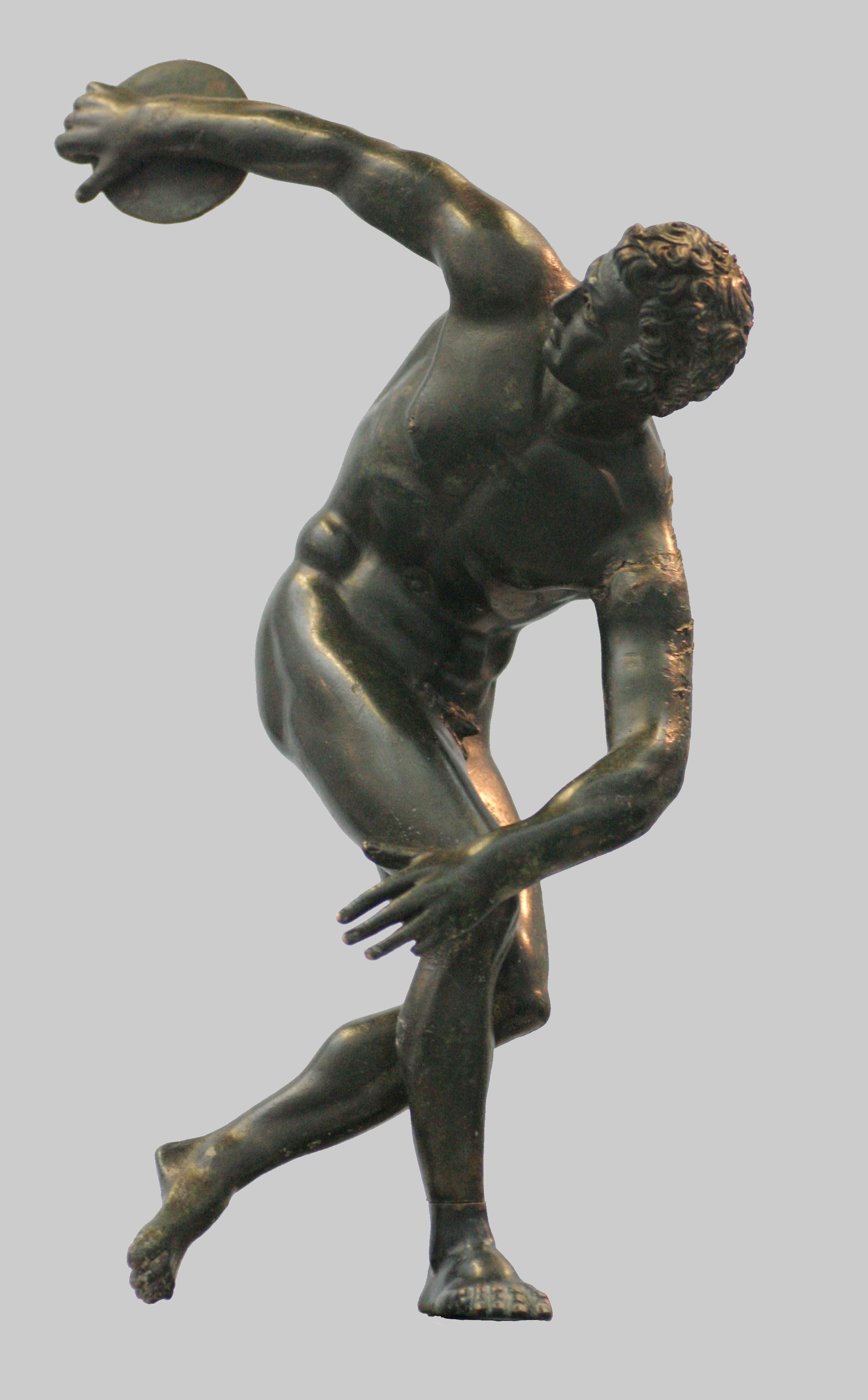
Bronzová kopie Myrónova Diskobola

Antické – starověké Řecko dnes nevnímáme jen jako soustátí řeckých měst, ale také jako epochu vzniku současné moderní západní civilizace. Vzniklo z drobných městských států s dórským, achájsko-aiolským, a iónským obyvatelstvem.
Dělení
- Prehistorické období 12.–9. st. př. n. l.
- Archaické (Trója) 8.–6. st. př. n. l.
- Klasické-Attické (Athény, Sparta) 5.–4. st. př. n. l.
- Helénistické (Alexandr Veliký) 3.–1. st. př. n. l..

Řecká kultura dosáhla značného věhlasu (jazyk, politika, vzdělávací systém, filozofie, věda a umění). Měla mimořádný význam pro dějiny evropské kultury. Vztahovala se nejen na Řecko, ale i na ostatní oblasti starověké kultury kolem Středozemního moře, na egejské ostrovy a pobřeží, na Kypr, Malou Asii, na Sicílii a jižní Itálii, na četné řecké kolonie na pobřeží Černého moře, Ilýrie, Thrákie, Egypta, Kyrenaiky, jižní Galie a severovýchodního pobřeží Iberského poloostrova.

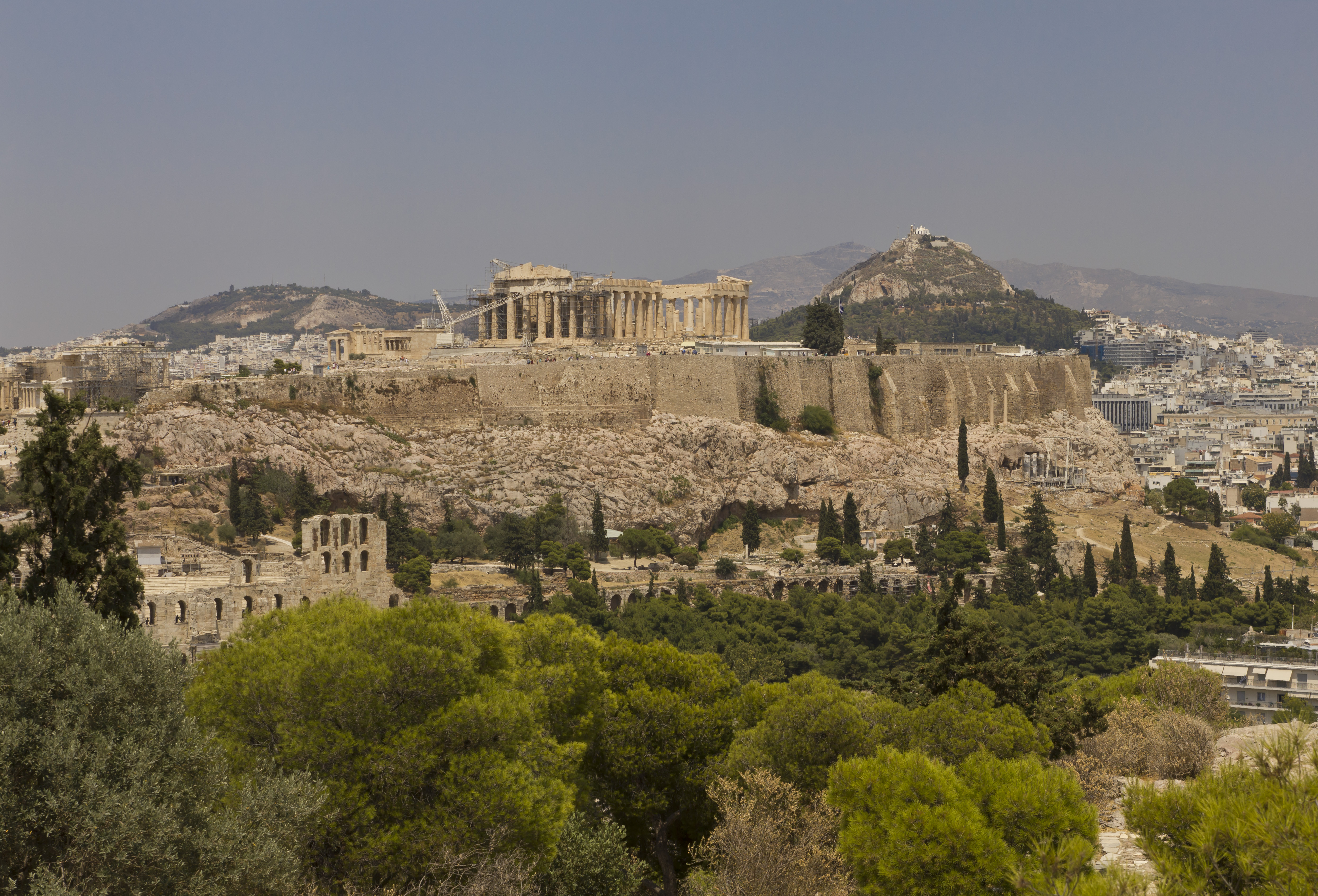
Athénská Akropolis

Architektura: Města byla stavěna na vyvýšeninách. Chráněna byla hradbami. Nejdříve měla úzké ulice, později širší a pravoúhlé. Centrem byla agora, náměstí obklopené sloupovím a stavbami se školami, obchody a soudy.
Hlavní město Athény bylo spojeno úzkou spojnicí s přístavem. Hlavní pozornost byla věnována výstavbě Akropole budované z mramoru jako náboženský a reprezentační střed nejen Athén, ale i celého spolku. Dominantu Akropole dosud tvoří chrám Parthenón zasvěcený bohyni Athéně (Feidiova socha ze zlata a slonoviny). Dalším chrámem na Akropoli je Erechteion s karyatidami (sloupy v podobě dívek). Na provedení velkolepého souboru plastik se vedle Feidia podílela celá řada dalších sochařů.
Monumentální stavby, zejména chrámy, byly budovány architrávovým systémem, v němž na sloupech spočíval vodorovný architráv a na něm vlys a dopředu vysunutá římsa. Většina chrámů měla pravoúhlý půdorys. Předsíň, vlastní svatyně s kultovní sochou a zadní předsíň, v níž se ukládaly chrámové poklady a obřadní náčiní, stály na stupňovité podnoži a byly ze všech stran obklopeny sloupy (peristylem). Stavby byly budovány ve třech typech stavebních slohů (sloh dórský, iónský, korintský). Stavěny byly kamenné chrámy, divadla, stadiony. Jedním z nejstarších chrámů byl Héřin chrám na Samu, k sedmi divům světa byl počítán Artemidin chrám v Efesu, proslulý byl i Apollonův chrám v Delfách, chrám Athény Afaie na Aigíně či početné dórské chrámy v řeckých osadách na Sicílii a v jižní Itálii. Vedle chrámu se postupně objevují i výstavné stavby, sloužící veřejnému životu. Později byla stavěna velká kamenná divadla, střediska sportu a vzdělanosti (gymnasia), závodní dráhy a lázně. Velkolepě stavěli svá sídla např. helénističtí vládci v Alexandrii, Antiochii a Pergamu.

Sochařství: Řekové nejdříve napodobovali Egypťany. Později ale začali hledat svou vlastní výrazovou dokonalost (především lidského těla).
V archaickém období to byly dva typy vzpřímeně stojících figur bez náznaku pohybu (kúros – nahý jinoch, kóré – dívka v oděvu).
V klasickém období (doba výstavby Athén) se postupně stali mistry vyjádření pohybu, citových vzruchů a vášní. Byli to sochaři jako Feidiás (Akropole – reliéfní výzdoba Partheonu, Pallas Athéna, Zeus), Myrón (Diskobolos), Polykleitos výstižně tvarující mužské postavy atletů (Doryforos – muž nesoucí kopí a Diadúmenos – mladík uvazující si stužku vítěze), Praxiteles, zobrazující krásu nahého ženského těla (kultovní socha bohyně Afrodíty). Svá vzácná díla tvořili i ze zlata a slonoviny.
V helénistickém období (doba rozšiřování říše) dosáhli velké proslulosti. Pokračovali nejen v klasickém vytváření podob bohů (Afrodita Mélská, Laokoon), ale i obyčejných lidských typů a profesí – stařen, brusičů, rolníků, pastýřů, rybářů). Jejich díla se nám uchovala v římských kopiích. Sochy byly zlaceny nebo polychromovány. Řekové také používali barvy. Vedle monumentálního umění, sloužícího především bohům, městským státům nebo bohatým jednotlivcům, se rozvíjelo i drobné umění. Hliněné sošky sloužily obyčejným lidem jako dary bohům či jako ozdobné předměty.

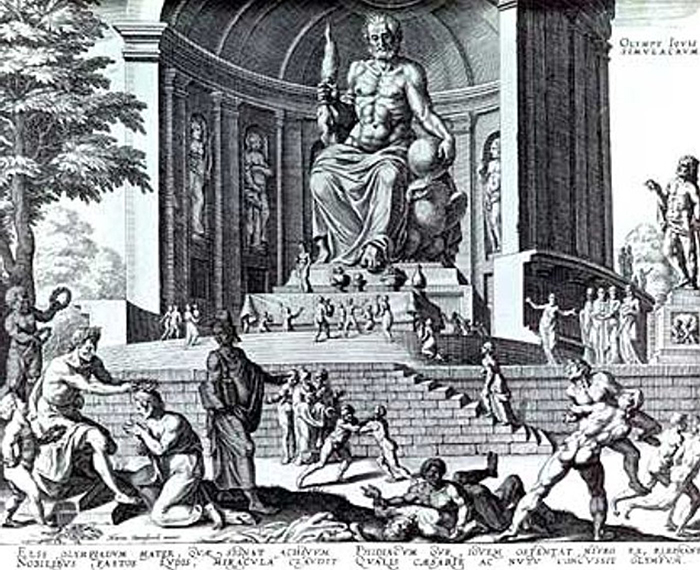
Diova socha v Olympii
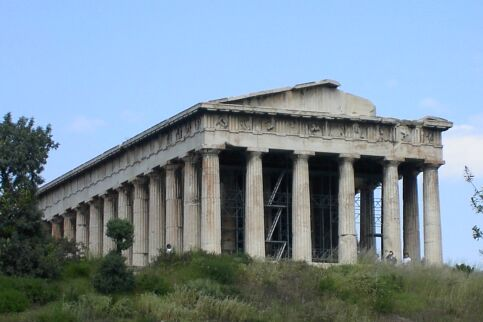
Starověký řecký chrám
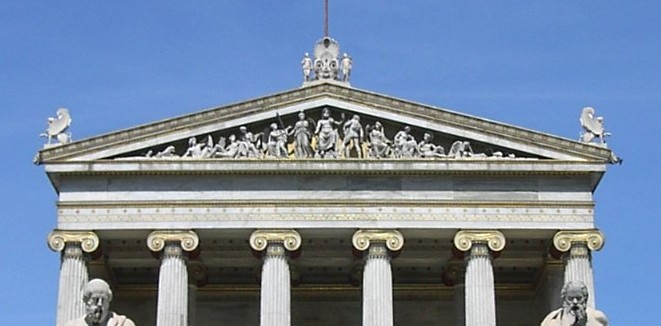
Fronton (tympanon)
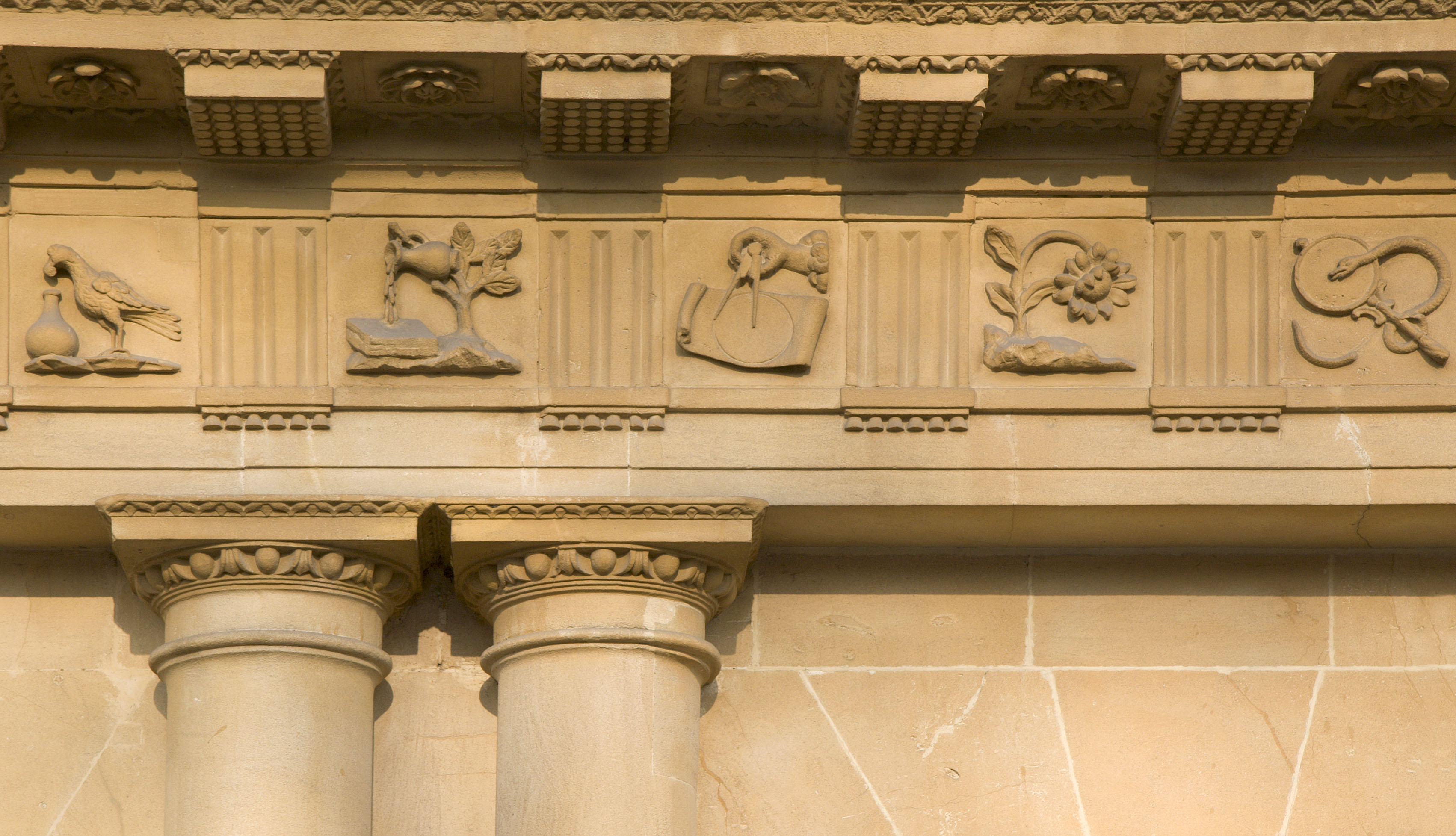
Vlys v dórském řádu
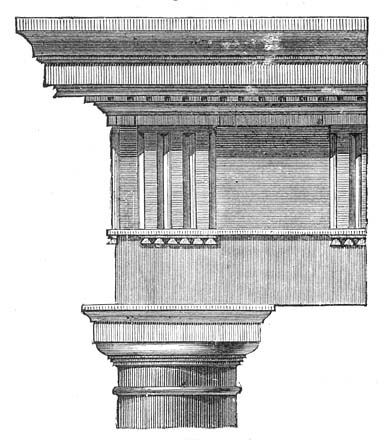
Triglyf
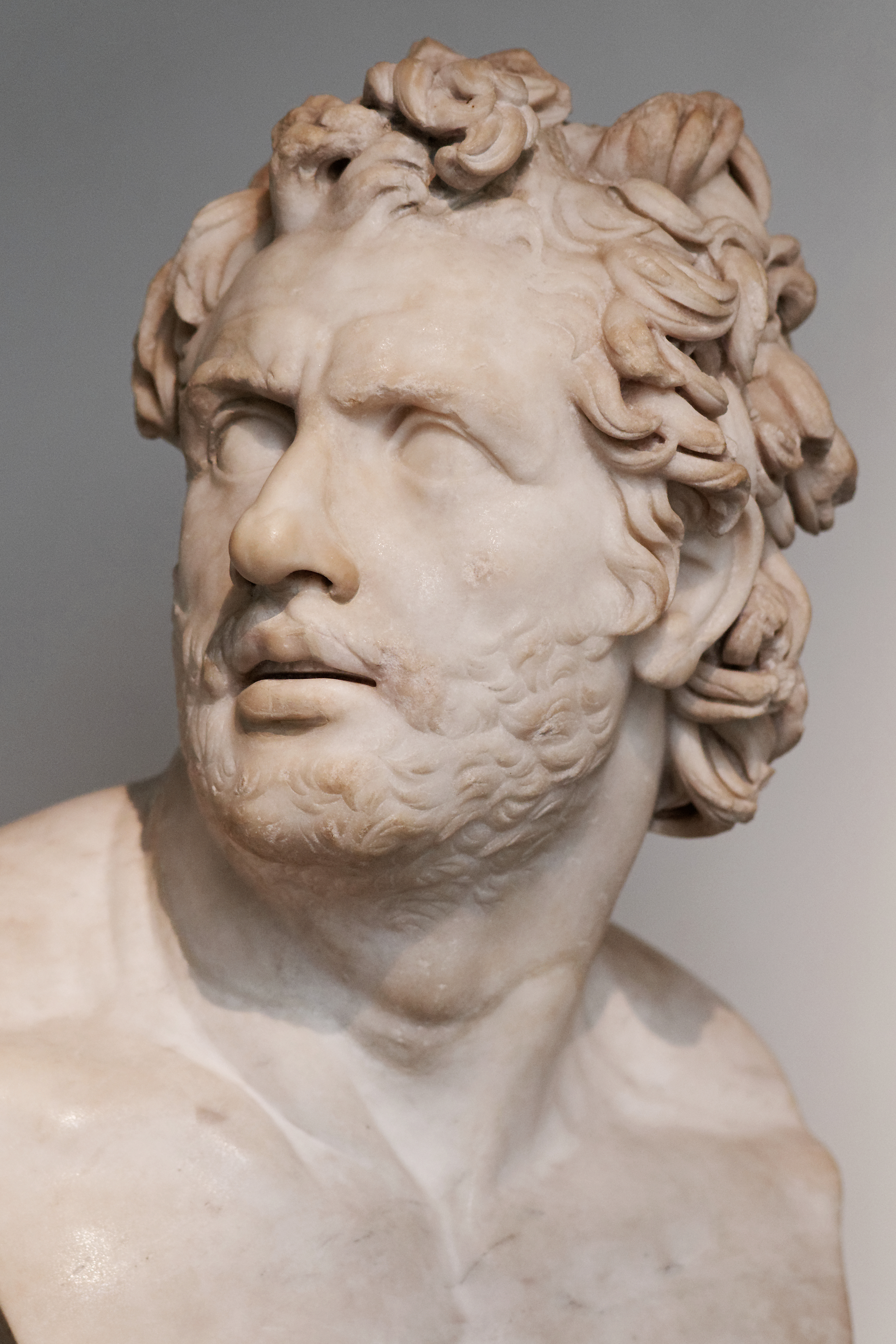
Busta Odyssea
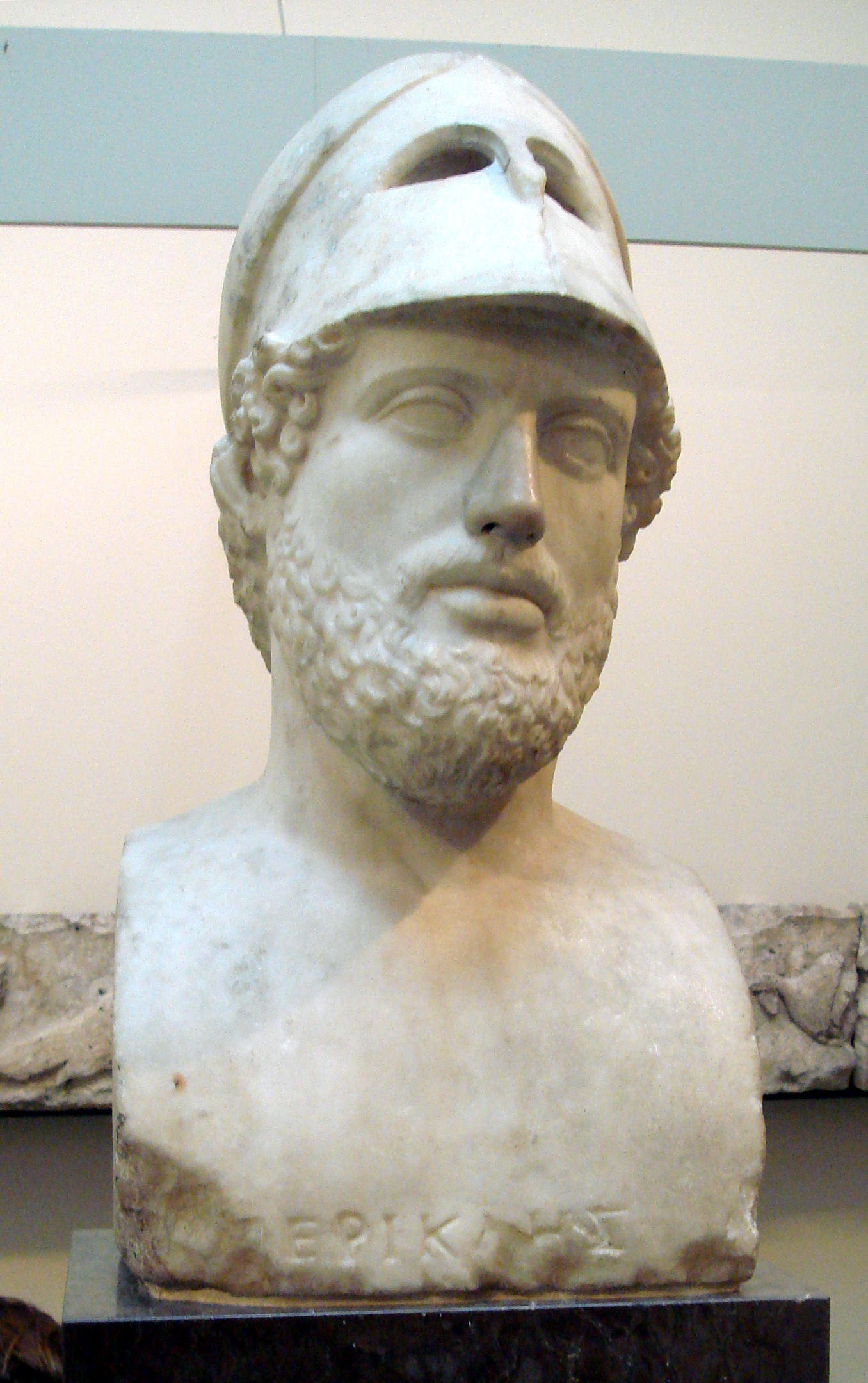
Busta Periklova
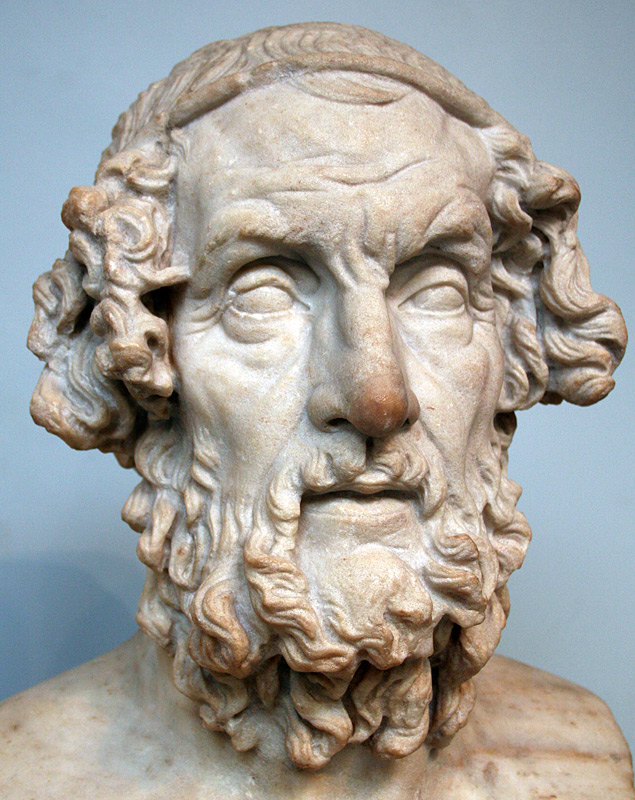
Busta Homérova
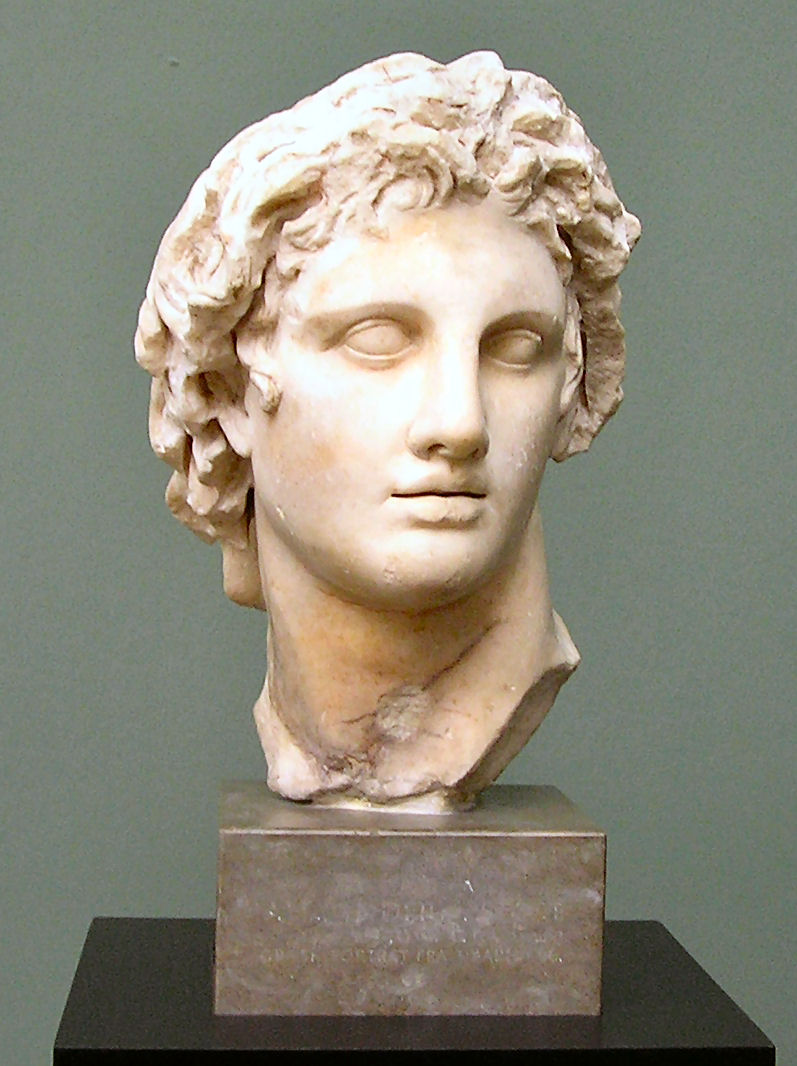
Busta Alexandra Velikého
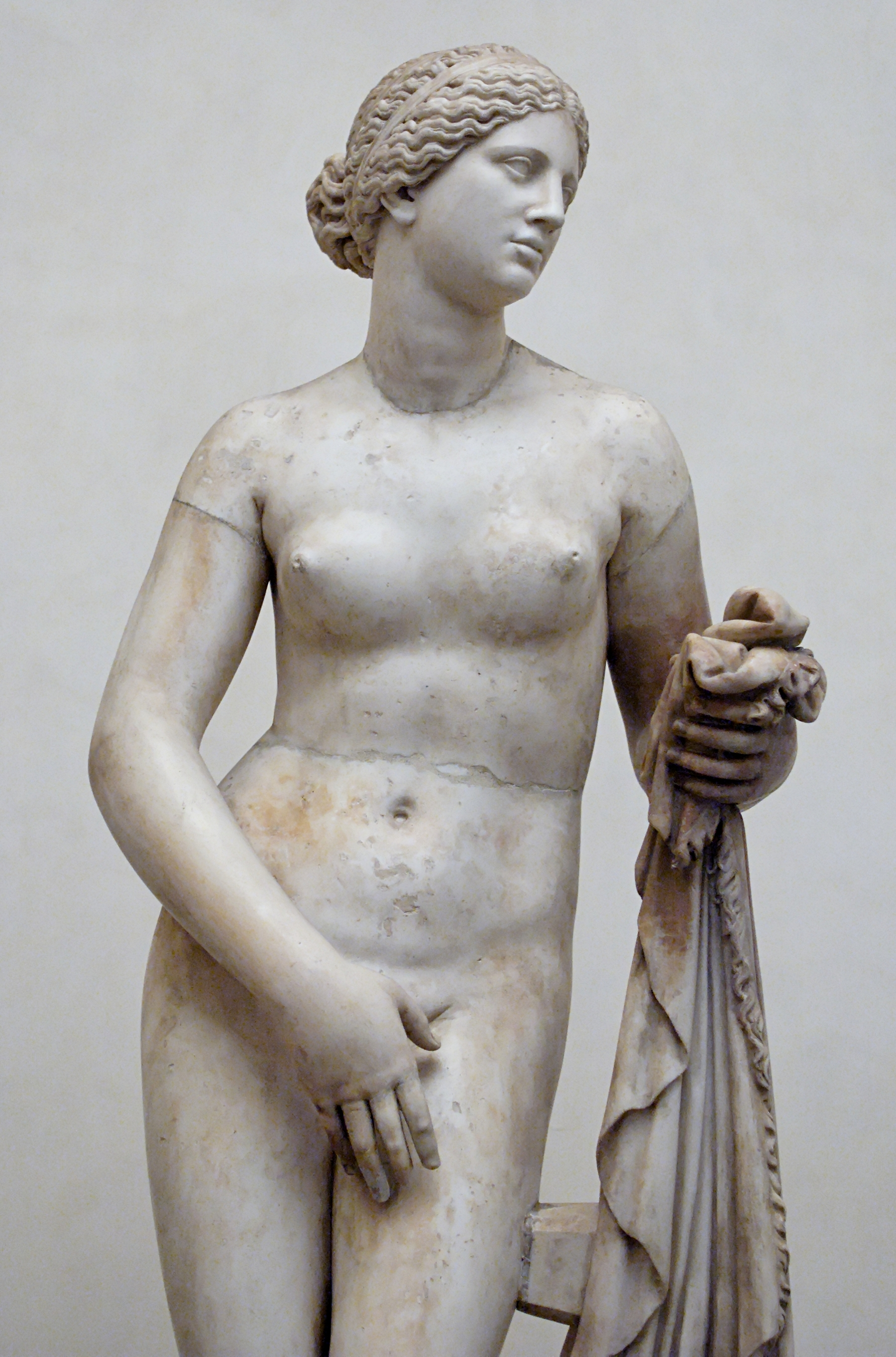
Afrodita Knidská
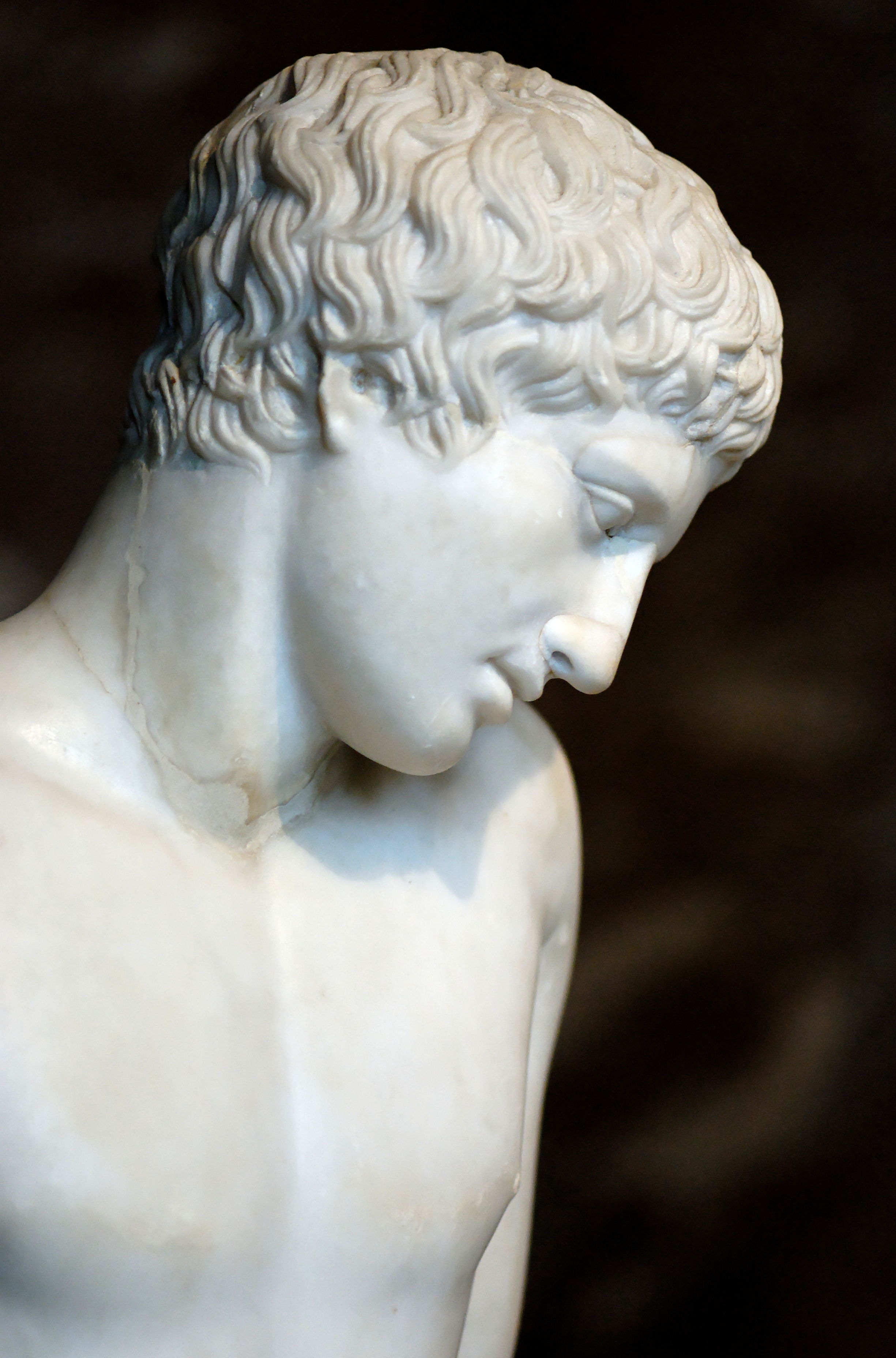
Narcissus
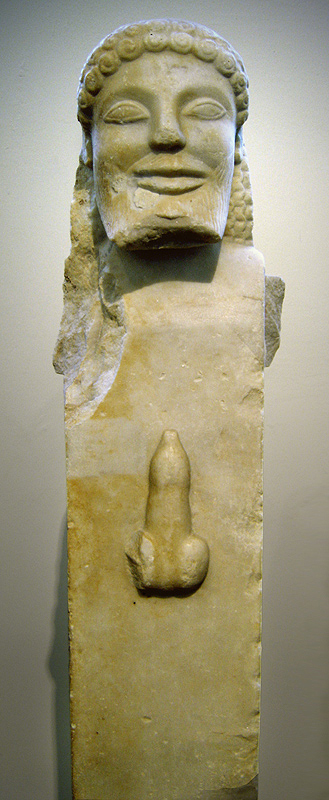
Herma – Bůh Hermes
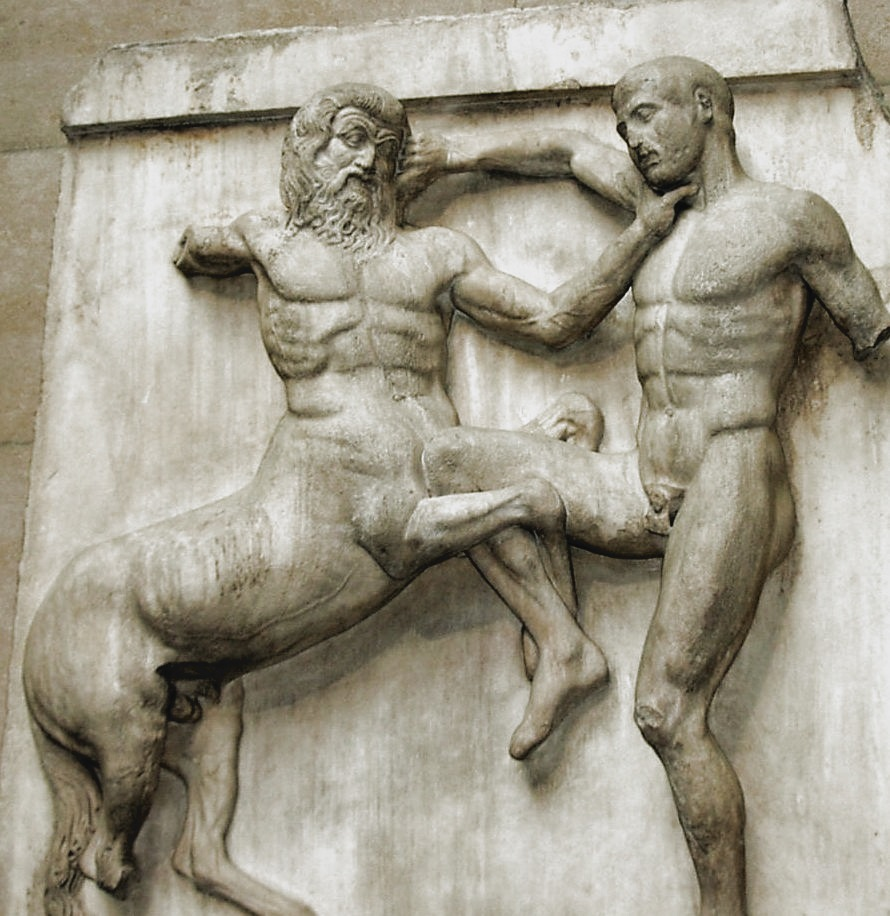
Kentaur s Lapithem

## Etrurie

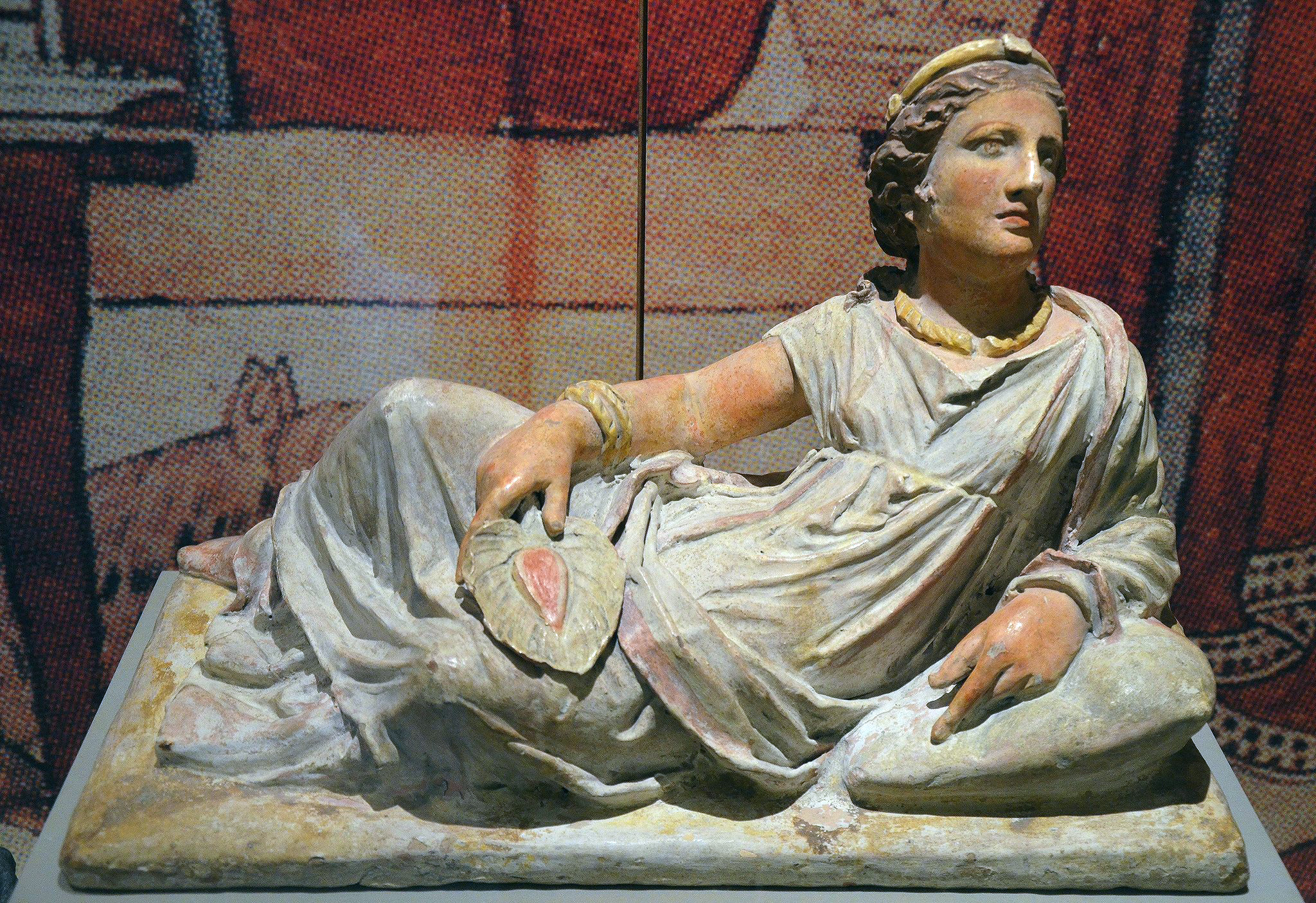
Etruská žena – terakota

Umění Etrurie je spojovacím článkem mezi řeckým a římským uměním. Umělecky založení Etruskové vytvořili vyspělou civilizaci v podobě konfederace měst, jejímž centrem byl Neapolis v 7. stol. Př. n. l. Ta ovládala část severní a střední Itálie, město Řím a Kampánii. V 3. stol. Př. n. l. však podlehli moci Říma.
Architektura: Etruská kultura se ve spojení s kulturou řeckou stala důležitou součástí římské kultury. Položila tím základy kompilační a aplikační metody římské architektury přejímající a využívající cizí poznatky. Etruskové stavěli chrámy na vysoké podnoži (pódiové) zdobené terakotou a kryté sedlovou střechou. Domy byly stavěny kolem vnitřního dvora v podobě atria. Dalšími stavbami byly užitkové stavby, opevnění a hradby s branami zaklenutými pravou klenbou. Hroby šachtové, tumulové (zvenčí kulaté a uvnitř čtvercové) a do skály vysekané skalní hroby v podobě interiéru obytného domu skýtajícího možnost posmrtného života v záhrobí. Vybudovali mohutnou stoku (Cloaka maxima). Jako první užívali vyspělé techniky zastropení vnitřních prostor a překlenutí svislých otvorů kamennými klenbami z klenáků.
Sochařství: V sochařství byli Etruskové spojovacím článkem mezi řeckým a římským sochařstvím. Z jejich sochařského umění se však zachoval jen malý zlomek v podobě výzdoby náhrobních staveb s freskami a plastikami.

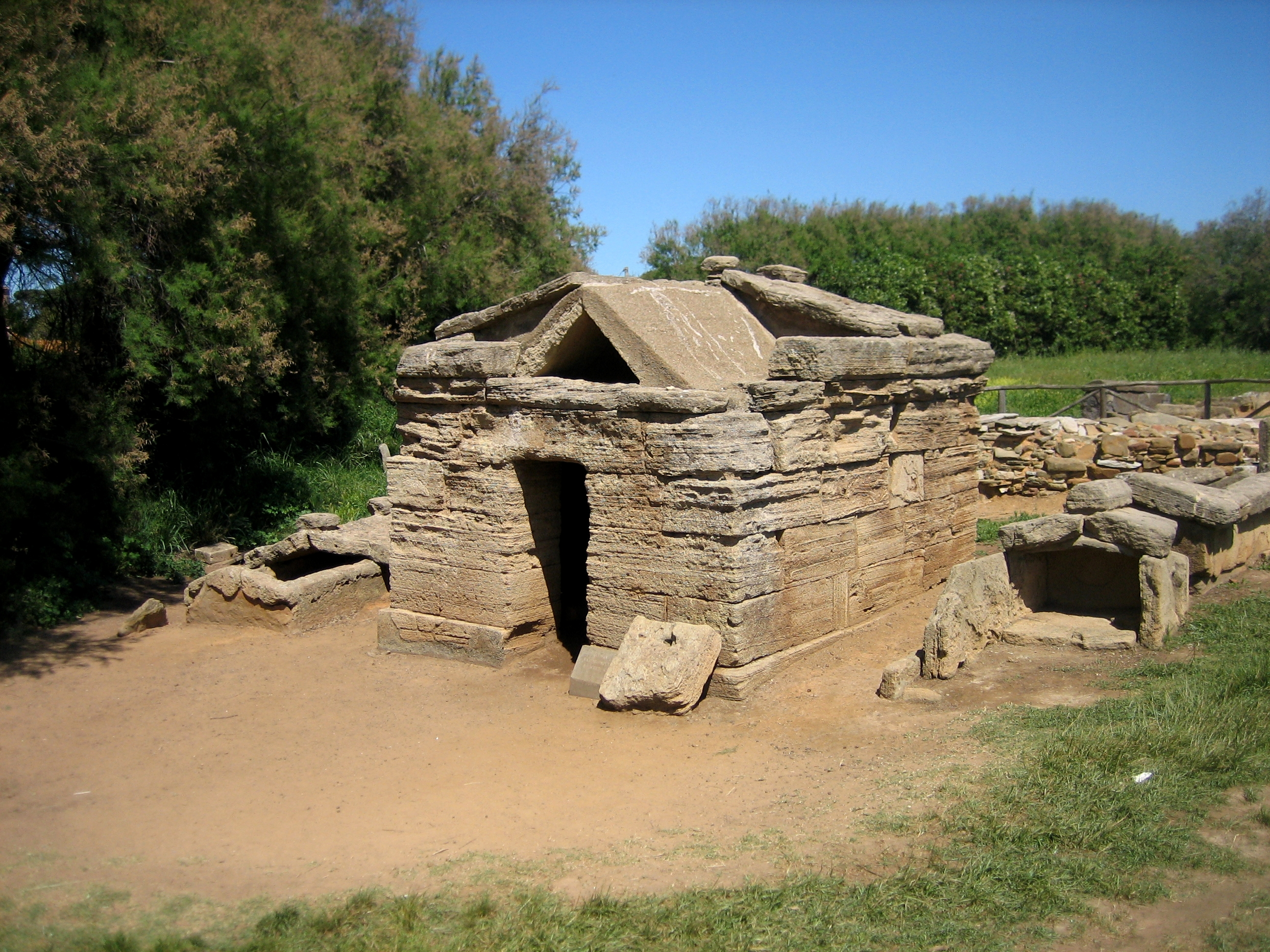
Pohřebiště v Populonii
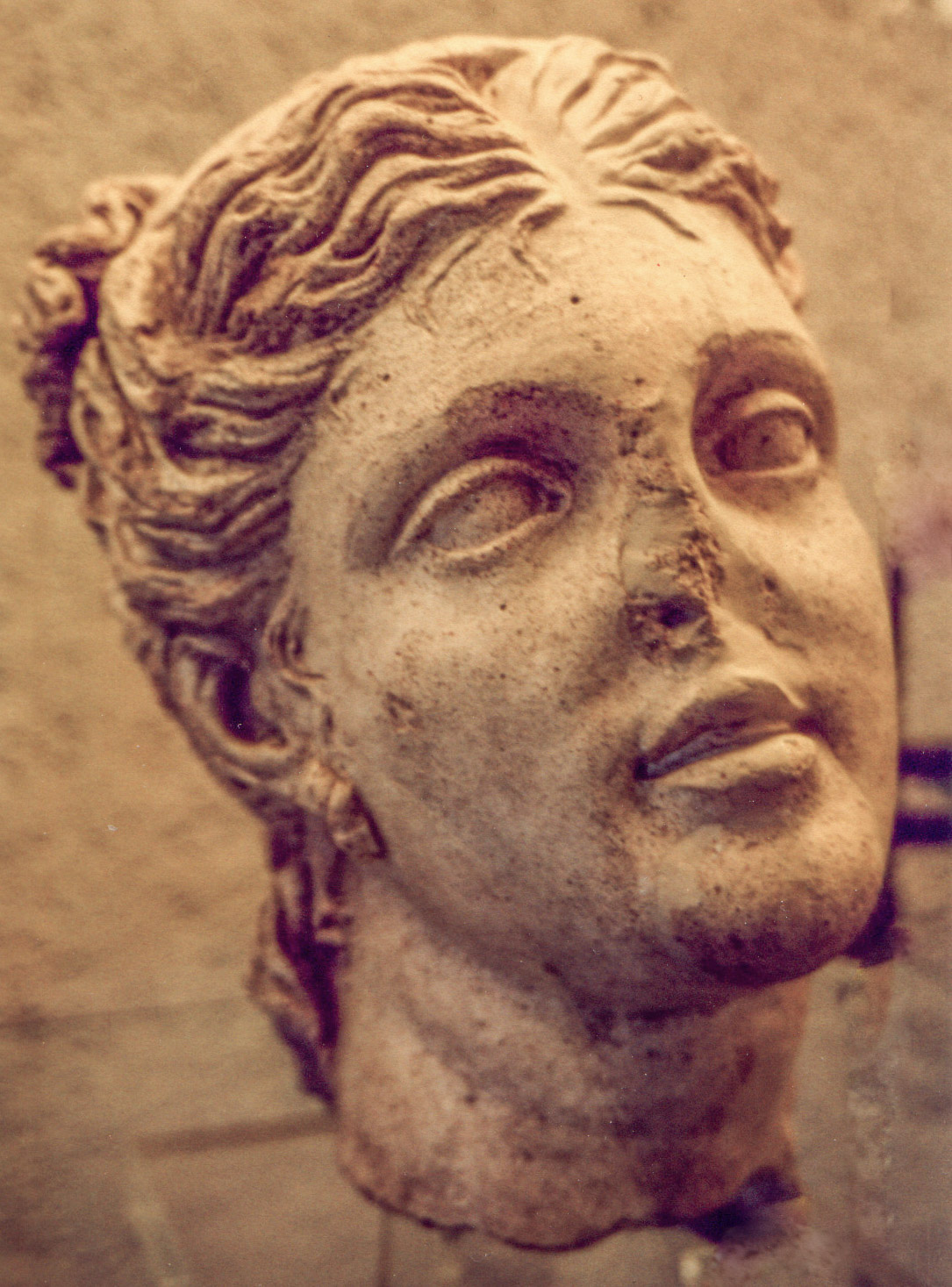
Etruská ženská busta
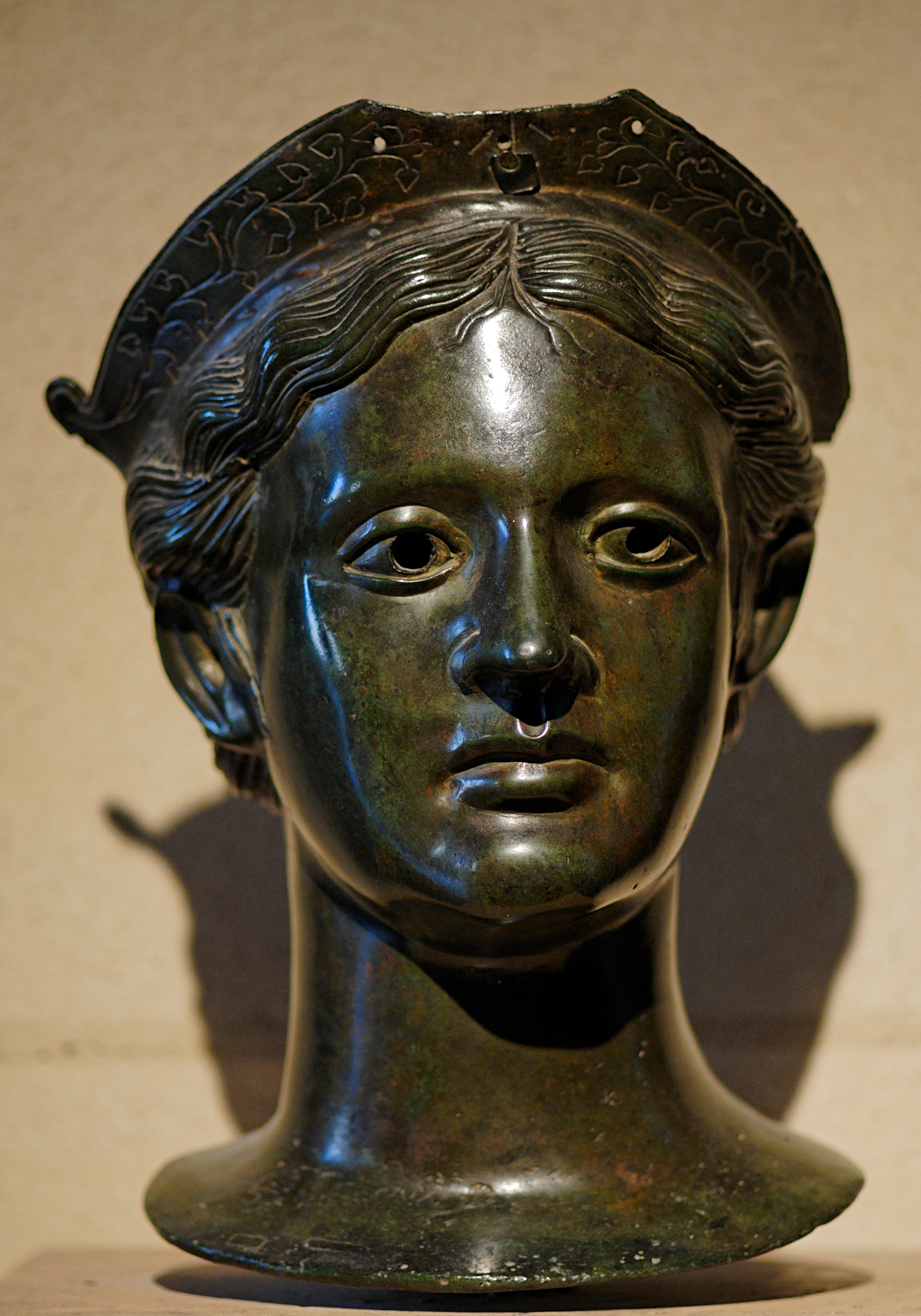
Etruská bronzová socha
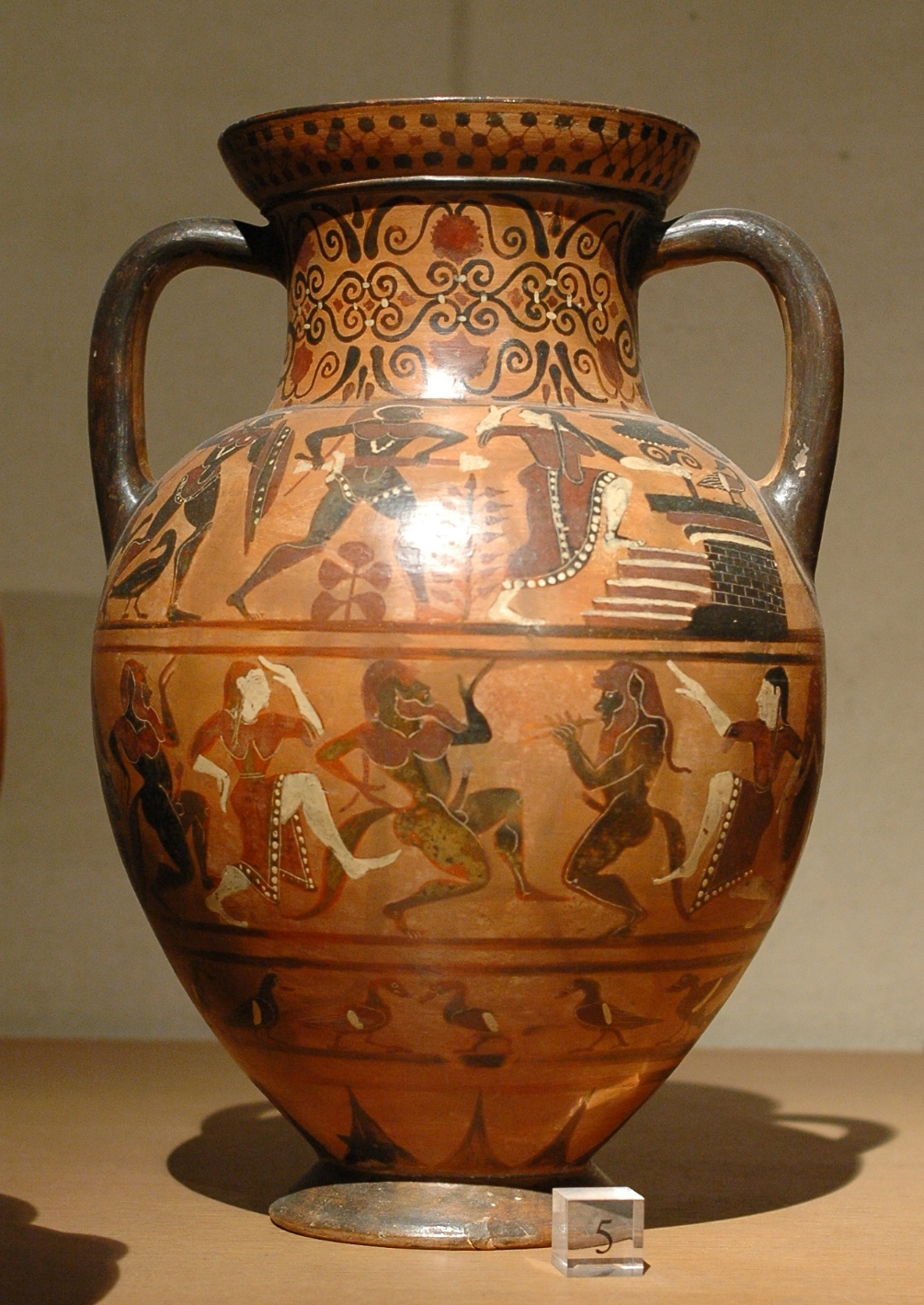
Etruská amfora

## Řím

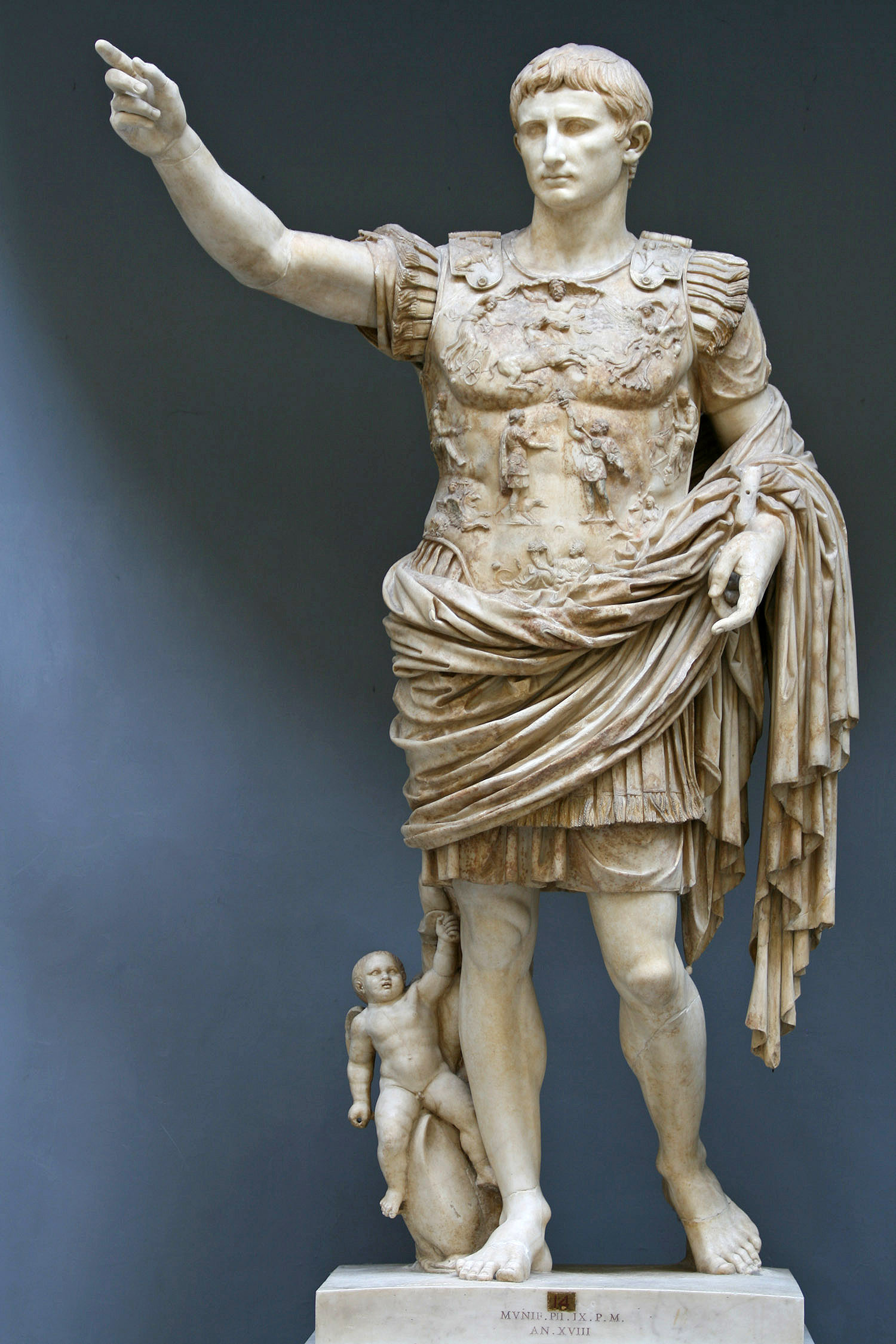
Císař Augustus

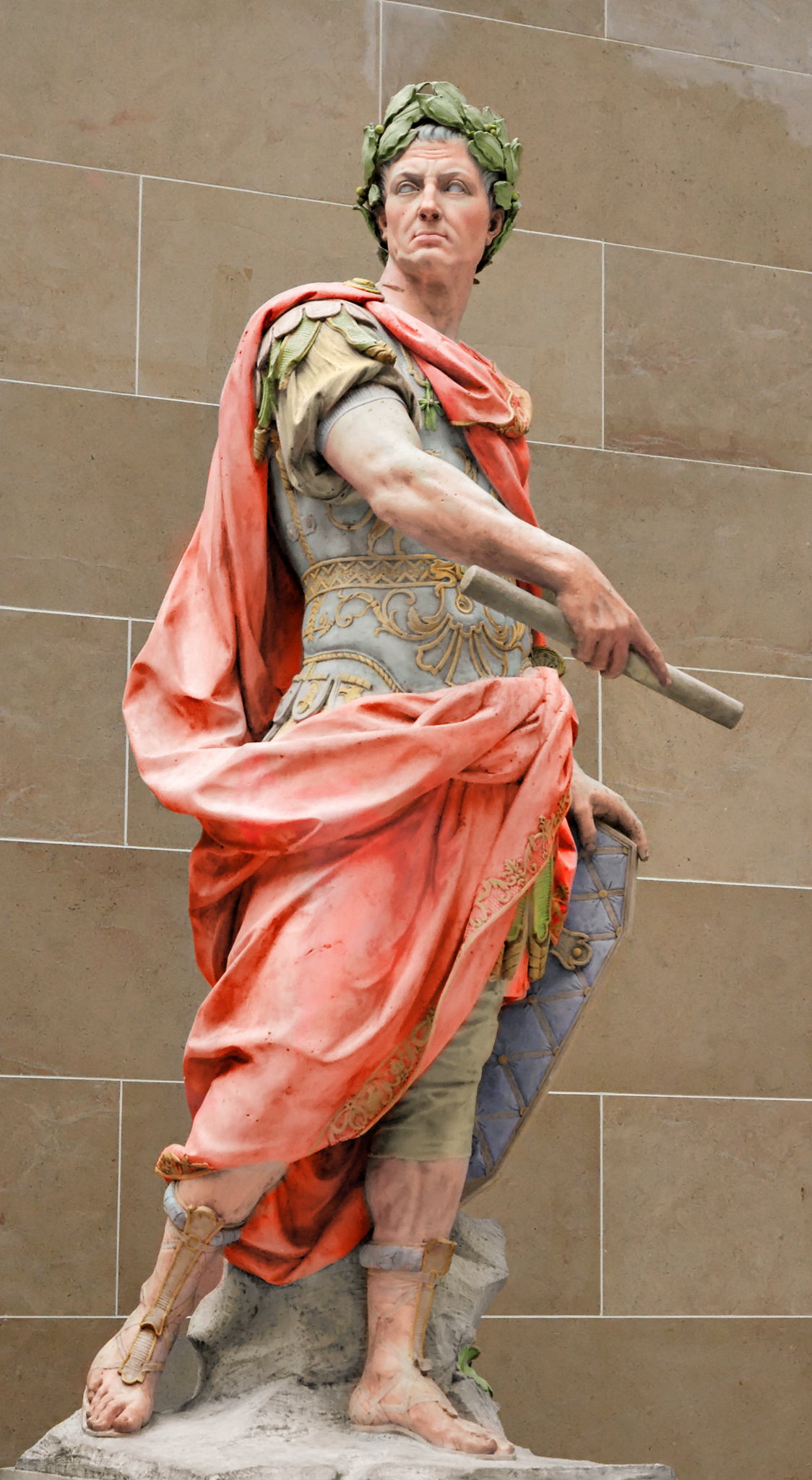
César. Kolorovaná socha, protože se běžně používané barvy na sochách do současnosti jako viditelné nezachovaly.

Starověký Řím byl vyspělou civilizací vzniklou na Apeninském poloostrově z městského státu soustátí Etrurie, která v postupné změně z městského státu na království, republiku a císařství expandovala do velké části antického světa. Rozdělení jednotlivých období po založení Říma v roce 753 př. n. l.:
- Římské království – období vlády mytických a etruských králů Říma (753–509 př. n. l.)
- Římská republika – republikánská etapa starověkých římských dějin (509–27 př. n. l.)
- Římská říše – římského císařství (27 př. n. l. – 476)
- Západořímská říše – římská říše (395–476)

Rozpad Západořímské říše nastal v roce 476.
Římané aplikovali znalosti převzaté od Etrusků a současně pokračovali i v řecké tradici. Výsledkem byla nová kultura.
Architektura: Římské antické umění bylo rozhodujícím způsobem ovlivněno etruskou a řecko-helénskou tradicí. K typickým etruským plastikám patří například proslulá Kapitolská vlčice (symbol Říma) a četné sarkofágy. Velmi znatelným byl i vliv řecké kultury. Oproti citlivým řeckým umělcům byli však Římané praktičtějšími techniky. V období císařství přispěli k svému dalšímu rozvoji vytvořením vlastního umění říše, jehož úkolem byla oslava císařského domu. Typickým rysem římské architektury bylo axiální a symetrické uspořádání stavebních dílů. Ústředním prostorem města bylo fórum obklopené významnými budovami (např. radnice a baziliky). Dále to byly monumentální stavby paláců, chrámů, fór, divadel (Margelovo) a lázní (Diokleciánovy, Carakallovy), vítězných oblouků a sloupů oslavujících vítězné návraty vojevůdců ( Titův, Traiánův), vil a vícepatrových patricijských a nájemních domů (Adriánova vila) a dalších světských staveb.
Stavby: Základní formou chrámové stavby byl etruský pódiový chrám s jednou čelní stranou s bohatou terakotovou výzdobou, jehož původní formy ze dřeva a nepálených cihel se vyvinuly v kamenné stavby monumentálního vzezření. Nejužívanějšími materiály byly: mramor, kámen, sklo, dřevo, bronz, (obkladové desky). Stavebními slohy: toskánský, římsko-dórský, římsko-iónský, římsko-korintský, kompozitní.
Sochařství bylo nesmírně bohaté, i když zčásti opakovalo řecké vzory. Sochy byly také barevné, ačkoli se dnes jeví bílé. Zvlášť významná je římská portrétní plastika, citlivě a věrně zobrazující své modely. Jde převážně o podobizny politiků a císařů (figury, hlavy a bysty – Augustus z Primaporty), jezdecké pomníky (Marcus Aurelius na Kapitolském náměstí v Římě).
Druhou významnou oblastí římského sochařství je tvorba reliéfů s historickými náměty. Tvoří výzdobu triumfálních (vítězných) oblouků a sloupů, z nichž mnohé dodnes stojí (Konstantinův oblouk a Trajánův sloup v Římě).

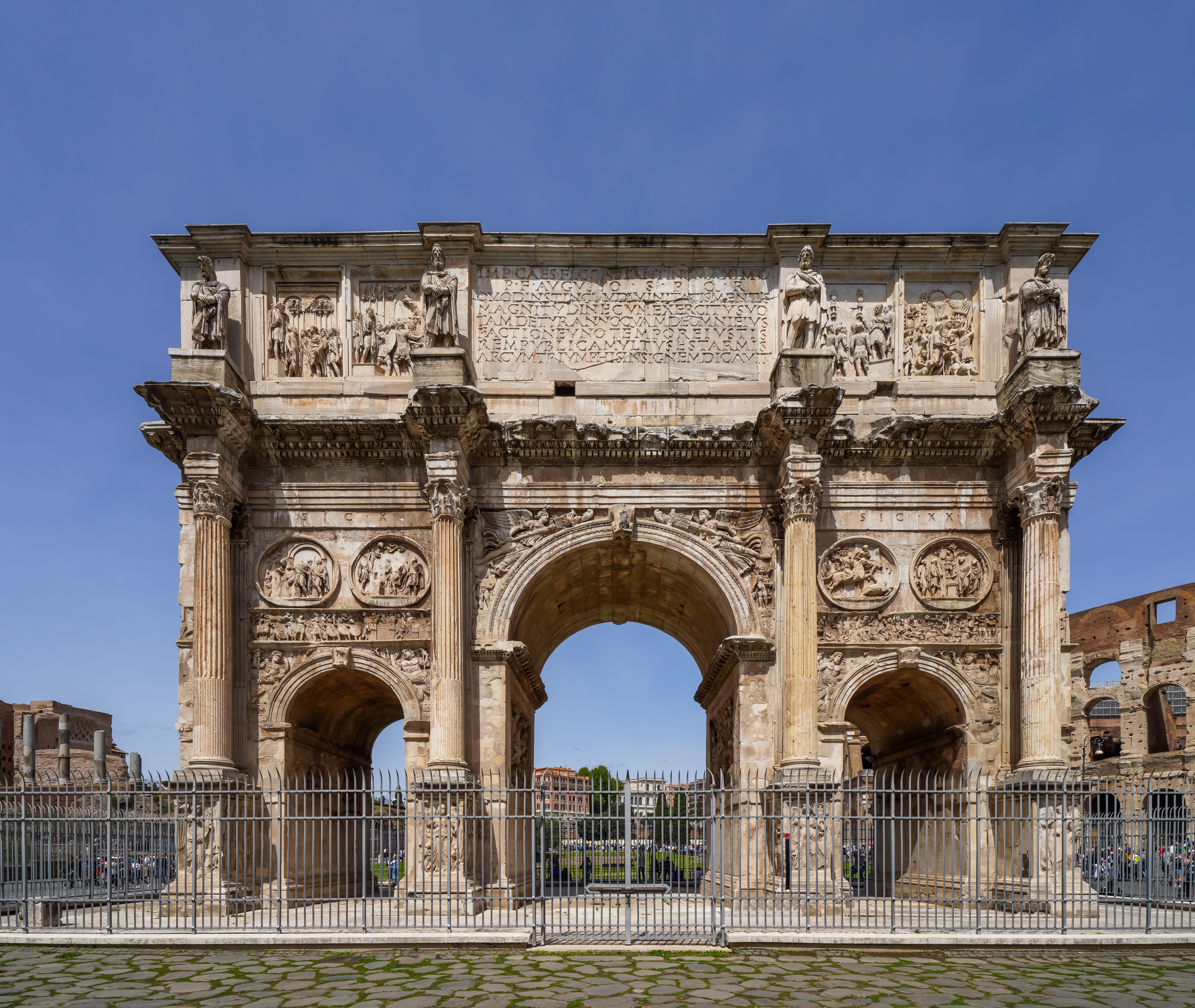
Konstantinův vítězný oblouk
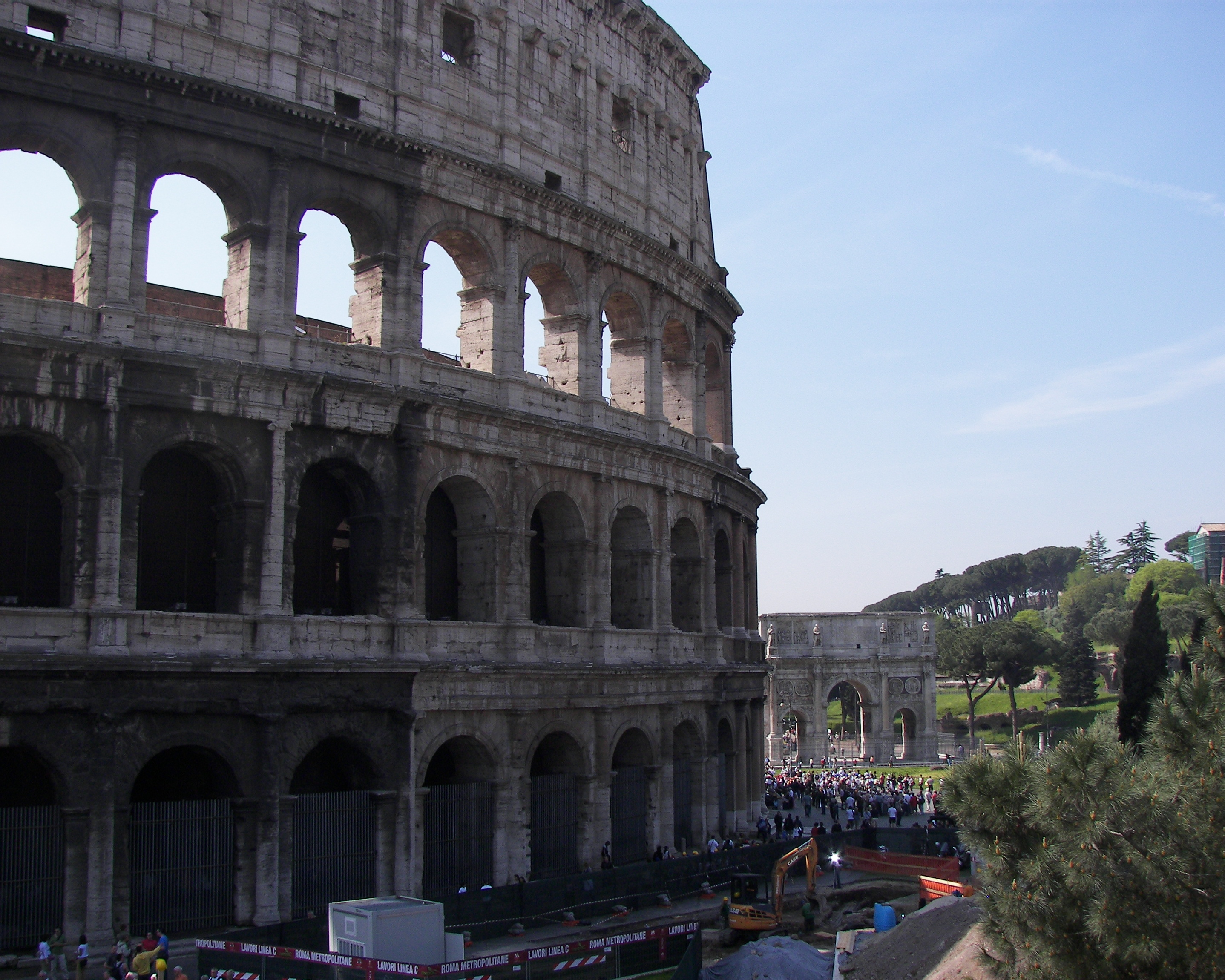
Římské Colosseum
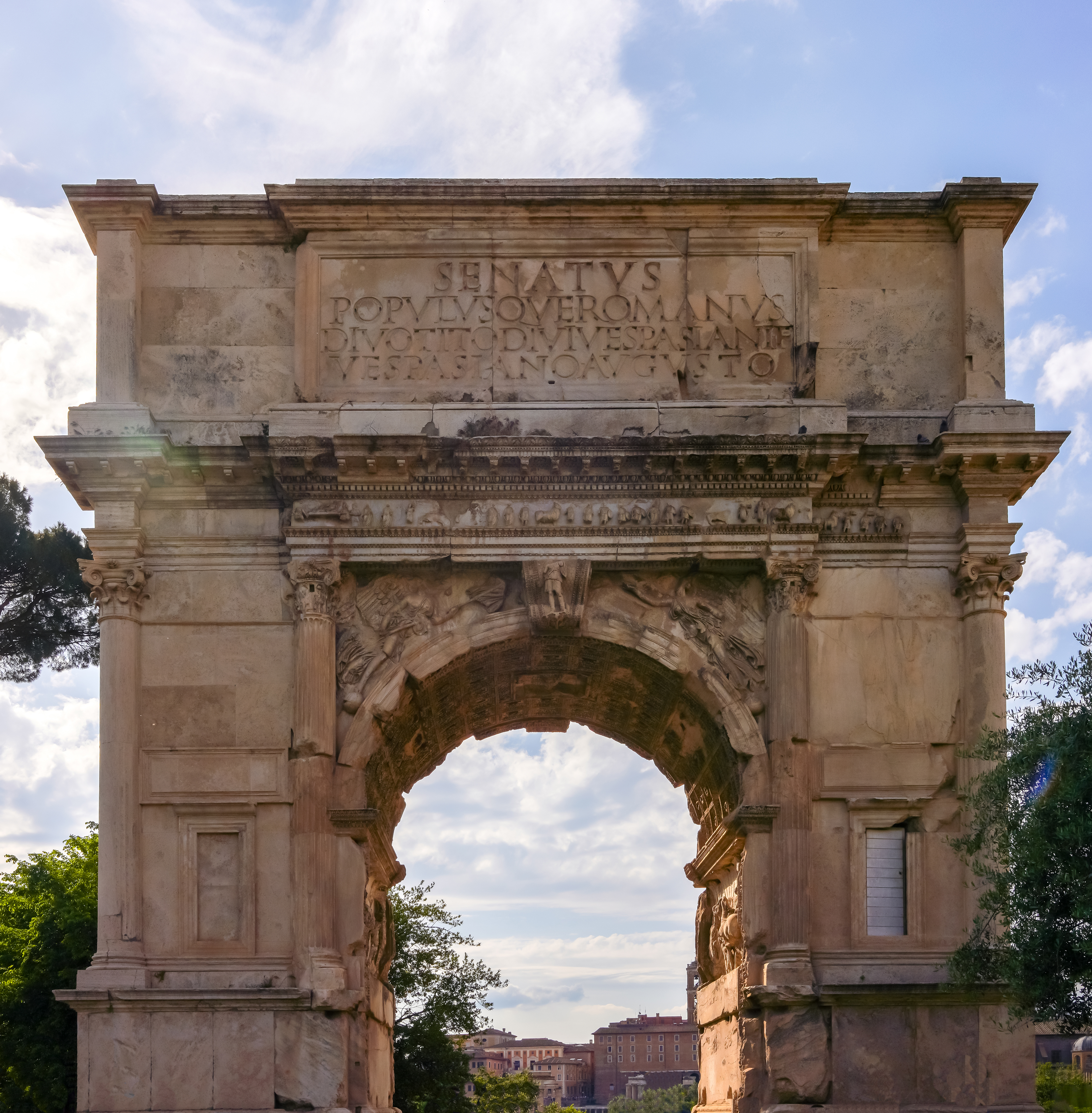
Titův vítězný oblouk